# Kostel svatého Jana Křtitele (Sudice)
Kostel svatého Jana Křtitele v Sudicích v okrese Opava je novogotická trojlodní bazilika s transeptem postavená v roce 1906 podle návrhu architekta Josefa Seyfrieda z Kravař. Spolu s přilehlými stavbami, tj. farou, hospodářskými budovami, hrobkou a ohradní zdí se vstupní branou, je od roku 1990 prohlášen ministerstvem tehdejší ČSR za kulturní památku. Stavba slouží jako farní kostel římskokatolické církve.

## Historie
V 19. století stál v severní části obce Sudice (tehdy německé Zauditz) poblíž současné stavby kostel zasvěcený také svatému Janu Křtiteli. Podle inventáře z roku 1897 měřil starý kostel přibližně 34 metrů na délku a 16 metrů do šířky. Z dochovaných černobílých fotografií můžeme s jistotou tvrdit, že měl dřevěnou čtvercovou loď s kamenným a zděným presbytářem zaklenutým křížovou žebrovou pozdně gotickou klenbou a věž s cibulovou bání s lucernou a makovicí.

V důsledku neustále rostoucího počtu obyvatel sudického církevního okrsku upozorňoval již v roce 1821 tehdy dosluhující farář Josef Glatzl na nutnost výstavby větší svatyně. To potvrdila i generální vizitace ve svém protokolu z roku 1842, kdy působil v sudické farnosti František Botzian. Ani jeho pokračovateli Františku Philippovi se však během jeho bezmála padesátileté služby nepodařilo zajistit dostatečné finanční prostředky, a to ani při příslibu uhrazení patřičného patronátního dílu tehdejšího generálního ředitele panství Dolního Benešova Viléma Wetekampa.

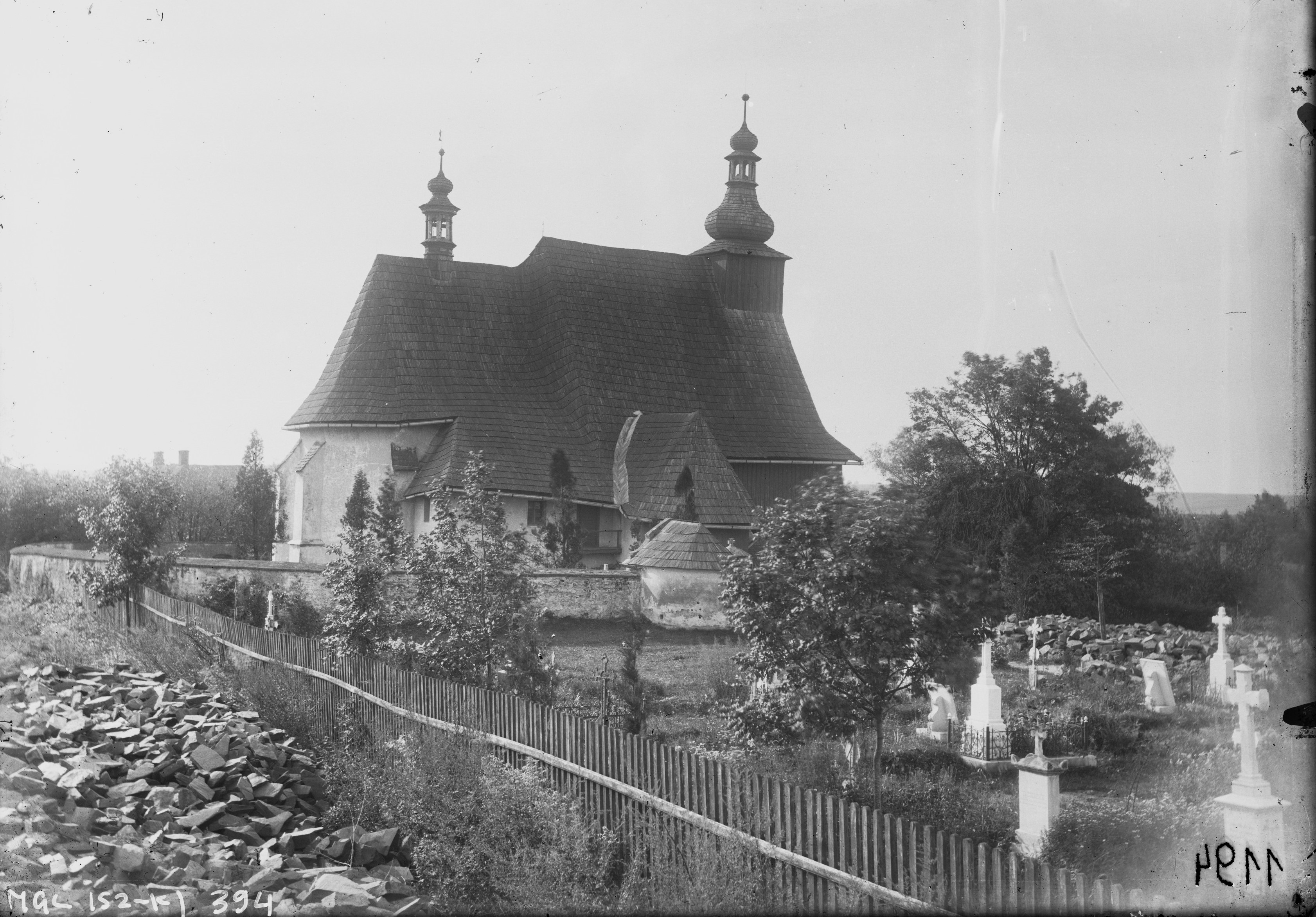
Dřevěný zděný kostel před přestavbou (přelom 19. až 20. století)
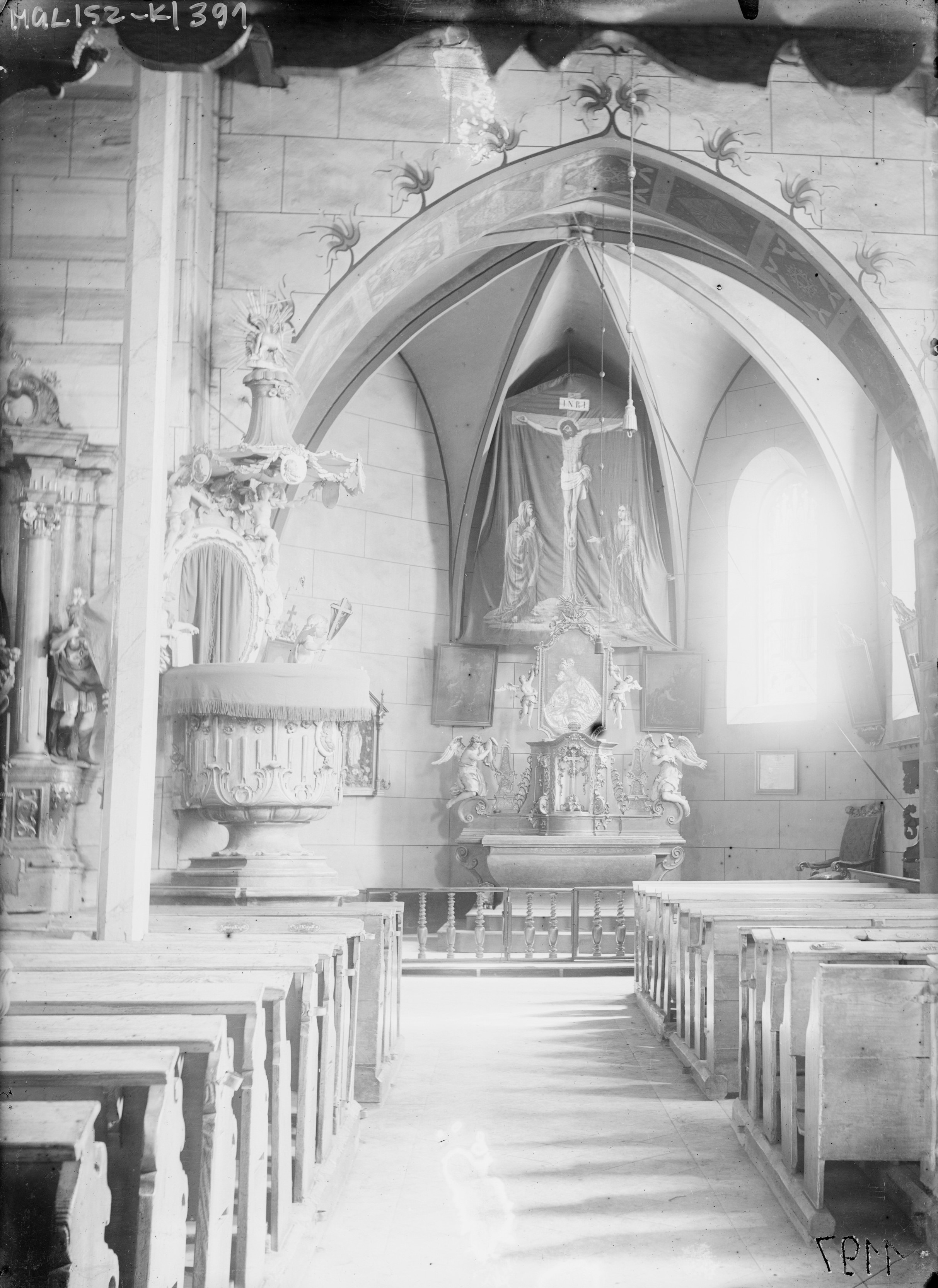
Pohled z pod chóru v původním kostele
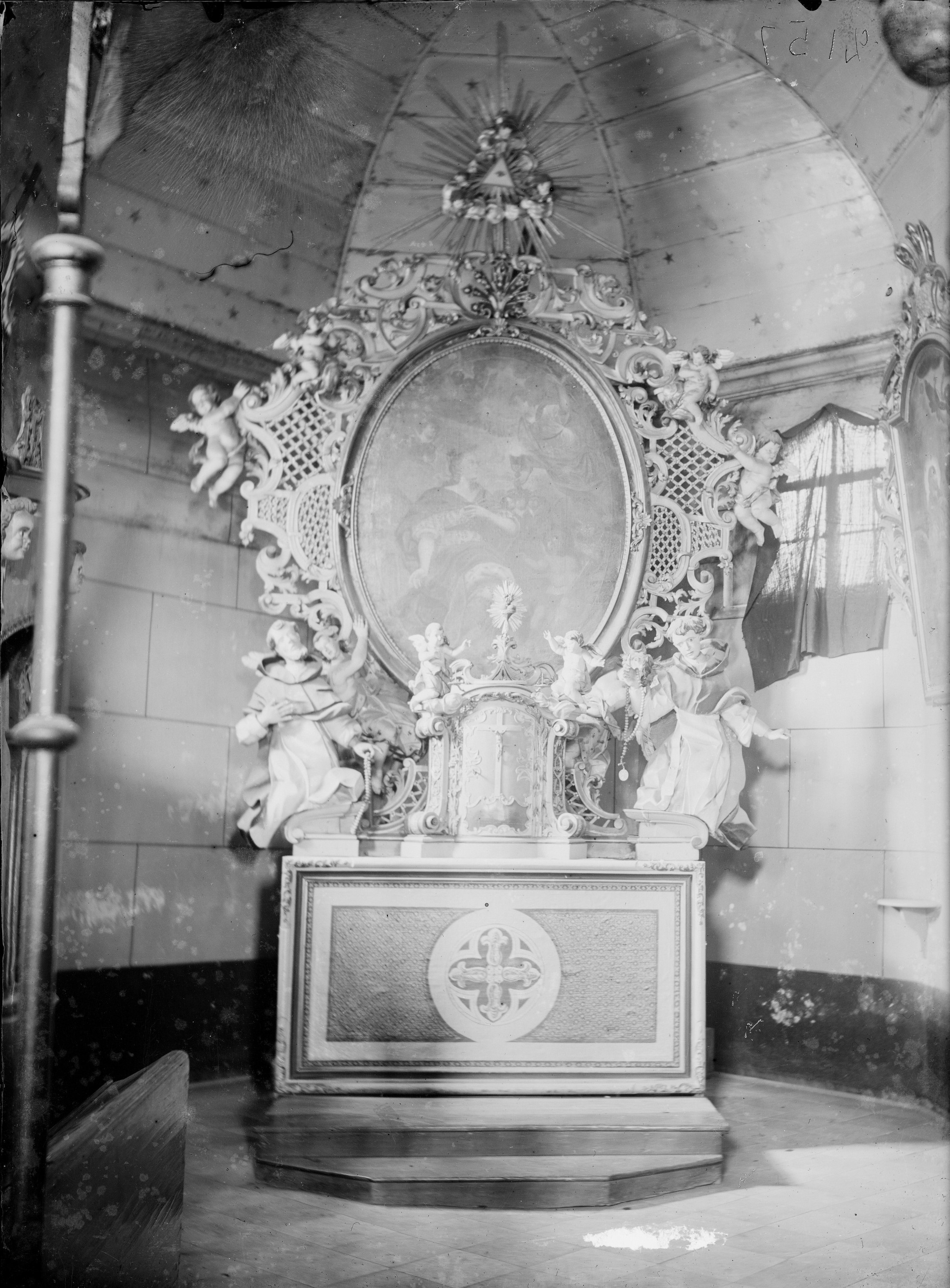
Pohled na oltář v boční kapli
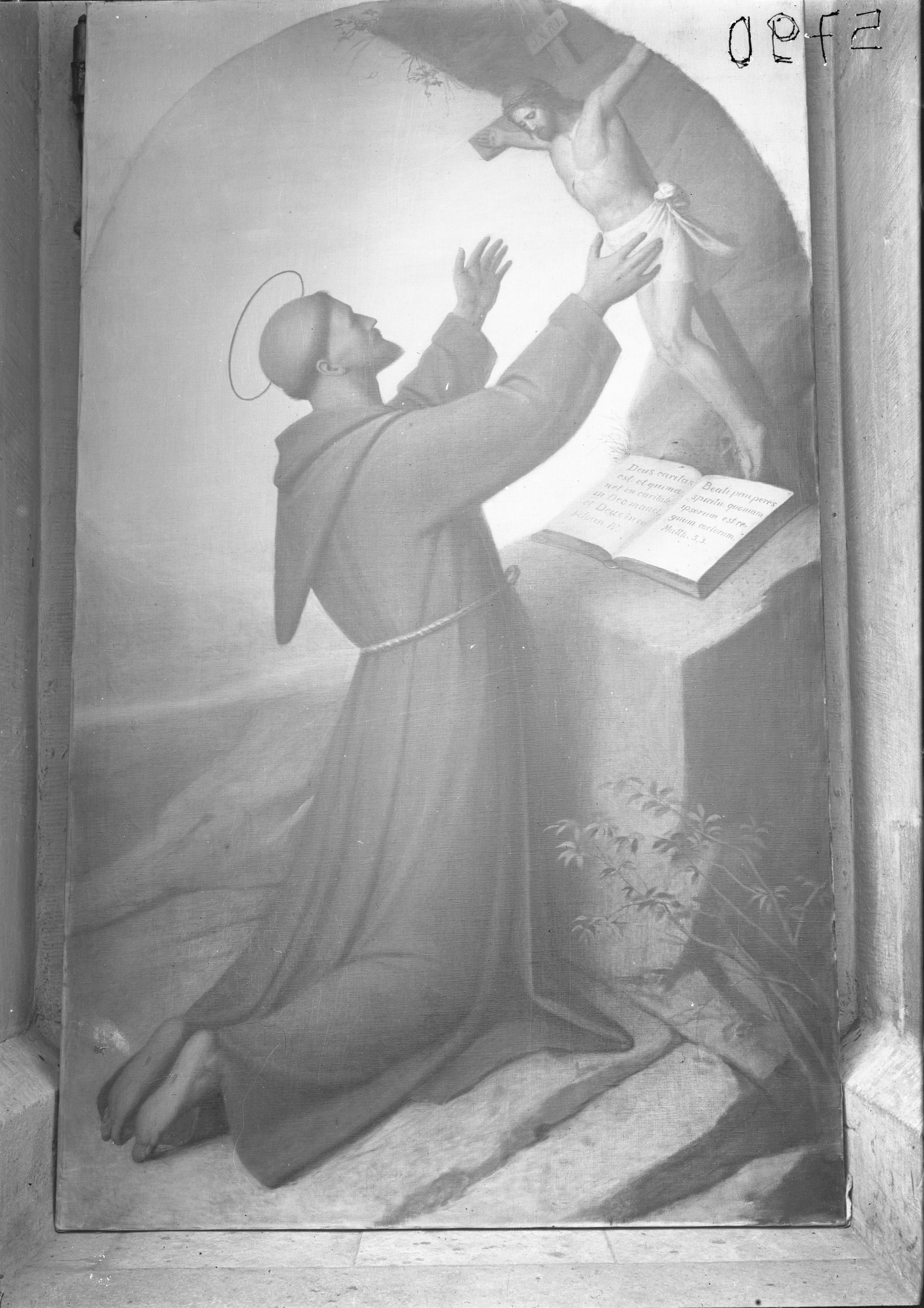
Obraz sv. Antonína od Johannese Bochenka
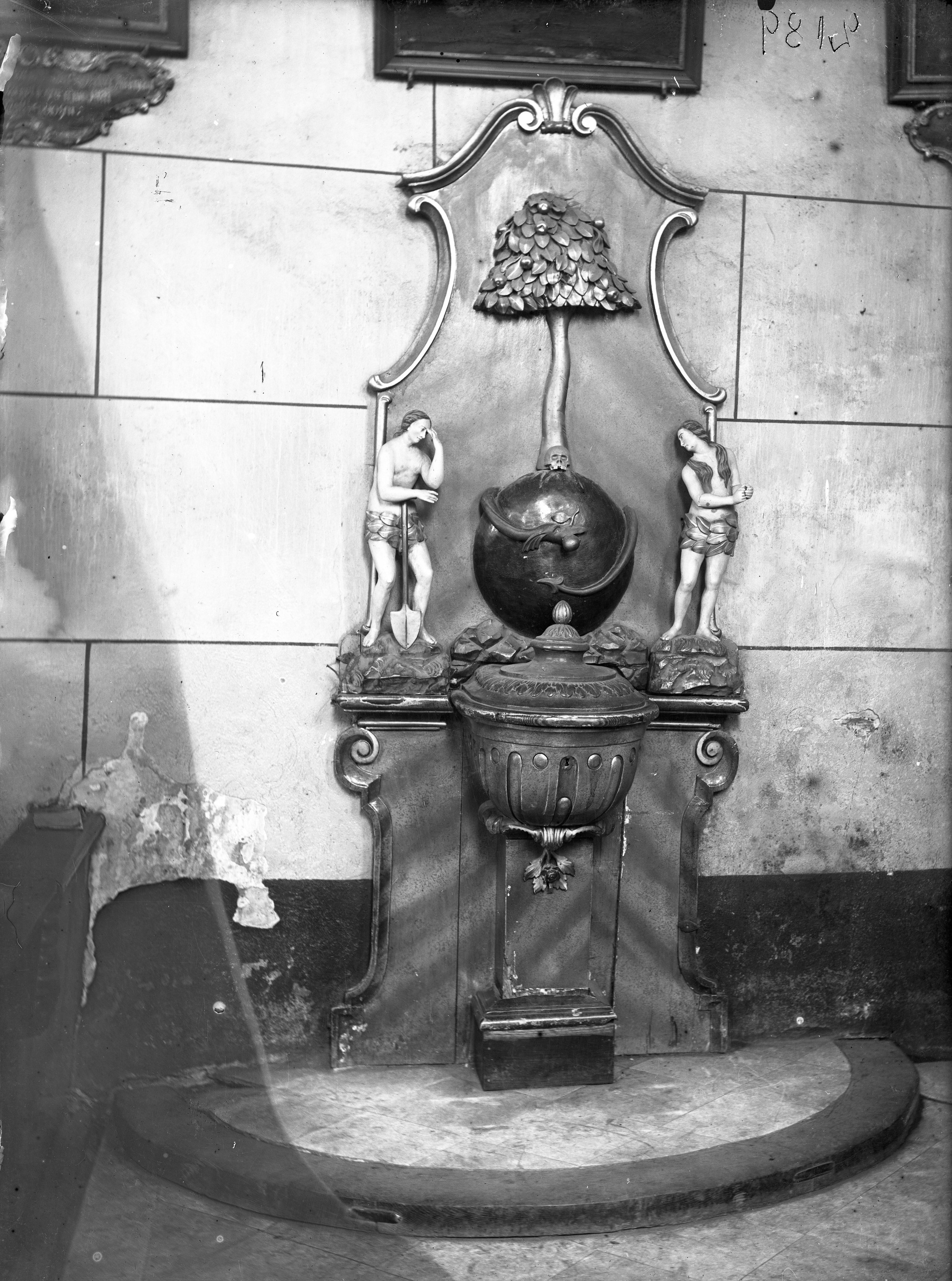
Křtitelnice v původním kostele

### Majetková situace před vznikem současného kostela
Úředně byla v té době sudická farnost pod správou dominia Dolního Benešova, které získal v roce 1831 Eduard Maria Lichnovský; od roku 1839 jej vystřídal belgický bankéř Jan Jakub Lejeune; jeho dědicové panství prodali v roce 1856 Rothschildům, kterým spravoval místní majetek vrchní účetní, či zmíněný ředitel zdejších statků Vilém Wetekamp; od nich zakoupil v roce 1879 sudický majetek s patronátem švec Raida, který brzy poté odstoupil vlastnictví ševcovskému tovaryši Schwenznerovi. Posledně zmínění pocházeli z oblasti Rudyšvaldu a Chałupek, obcí na území dnešního Polska. V roce 1890 byl statek Sudice úředně zrušen a majetek byl zapsán katolickým školám v Sudicích a Petřatíně.

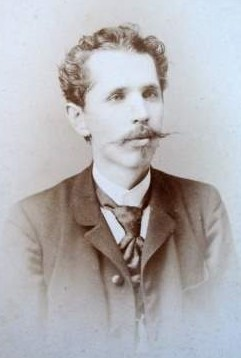
Architekt Josef Seyfried.

### Založení kostela
V letech služby faráře Františka Philippa, viz chronologie níže, zasáhly Sudice katastrofální požáry, které se nevyhnuly ani kostelu a tedy ekonomické pozici obce. Při jedné z oprav v roce 1885 registrujeme dokonce i nařízení o novostavbě kostela, nicméně Philipp se již nového chrámu nedočkal.  
Počátek výstavby současného kostela spadá do období, kdy vedl sudickou farnost mezi lety 1897–1945 agilní a oblíbený páter Arnošt Jureczka, po kterém je dnes pojmenováno i náměstí před kostelem. Již v prvním roce svého působení v Sudicích předestřel farníkům a místním obyvatelům svůj záměr zřídit nový kostel a vyložil jim majetkoprávní situaci.  
Páter Jureczka se ze svých studijních cest znal s Josefem Seyfriedem z Kravař, synem zednického mistra, který, ačkoliv absolvoval hudební konzervatoř ve Vratislavi a měl v oblibě hru na varhany, věnoval se nakonec po dlouholeté nemoci také kreslení, ve kterém vynikal, samostudiu architektury a posléze i odbornému studiu stavitelství v Holzmindenu. V roce 1894 již měl Josef Seyfried, později známý s přízviskem stavitel chrámů, zkušenosti s projektováním svého prvního kostela svatého Bartoloměje v Kravařích. V podobném duchu severoněmecké pseudogotiky se o několik let později v roce 1898 osvědčil také jako profánní architekt stavbou pošty nebo dále klášterem Služebnic Nejsvětějšího Srdce Ježíšova v roce 1905 taktéž v Kravařích. Mimoto v roce 1895 navrhoval i kostel sv. Jana Křtitele ve Velkých Hošticích ve slohu novobarokním.  
V roce 1901 se sice definitivně rozhodlo o výstavbě nového kostela na zasedání kostelního představenstva a zastupitelstva kostelní obce, avšak realizaci stavby zpozdil vleklý soudní spor s dominiem Dolního Benešova o plnění patronátních povinností. Ten byl v roce 1904 rozhodnut ve prospěch panství, protože prodej v roce 1879 zahrnoval i patronát. Příslušné finance se kostelní obec zavázala obstarat a kostel se mohl začít stavět.

### Časové vymezení stavby
Dne 1. března 1904 začala podle plánů a pod vedením vrchního stavbyvedoucího Josefa Seyfrieda samotná stavba. Základní kámen byl položen 5. dubna 1904. Současně s kostelem se stavěla rovněž hospodářská stavení a nová třípodlažní vilová fara, v prosinci měla již střechu a první říjnový den roku 1905 se do ní farář Arnošt Jureczka nastěhoval. Dne 15. září roku 1906 podlehl požáru starý kostel a sousední novostavba byla do značné míry také poškozena. Ze staršího shořelého kostela se dochovala socha Jana Křtitele, která je dodnes součástí hlavního oltáře kostela stávajícího. Téhož roku však byl i přes komplikace svatostánek dostavěn. Dne 18.11.1906 olomoucký sufragán Karel Wisnar posvětil 4 nové zvony a dne 19. listopadu 1906 byl slavnostně konsekrován celý chrám.   

### Další milníky z historie kostela
Během první světové války v roce 1917 byly odvezeny zvony pro vojenské účely. Roku 1926 proběhla dostavba hlavního oltáře, v roce 1929 byla postavena kazatelna a v roce 1931 oltáře svatého Josefa a svatého Františka, vše zásluhou Františka Czihala. Při elektrifikaci v roce 1934 byly pořízeny 3 nové zvony poháněné elektrickým motorem, stejně tak varhany a kostel byl dále vybaven rozvody světla. Během druhé světové války v roce 1944 byl zvony opět pro vojenské účely odvezeny. 2. června 1990 posvětil olomoucký biskup Jan Graubner tři nové zvony nesoucí jména Jan, Josef a Hedvika, které byly následně zavěšeny 9. června 1990 a používají se dodnes. Od roku 1996 probíhá dle možností v etapách rekonstrukce celého komplexu, zahrnující opravu velké a malé věže, střechy, elektřiny, výmalby.

### Chronologie farářů sudické farnosti

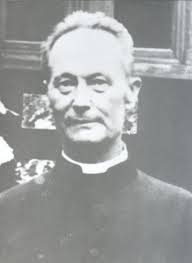
Farář Arnošt Jureczka.

- Matyáš Vojtěch Stussig (1729–1747)
- Ondřej Leopold Hainz (1747–1754)
- Jan Adam Schreyer (1754–1760)
- Jan Knopp (1760–1781)
- Josef Glatzl (1782–1821)
- František Botzian (1822–1848)
- František Philipp (1848–1896)
- Karel Papesch (1896–1897)
- Arnošt Jureczka (1897–1945)
- Josef Konečný (1946–1994)
- Jan Vidlák (1995–1997)
- Grzegorz Majetný (1998–2001)
- Jan Szkandera (2001–2005)
- Lucjan Jan Lasoň (2005–2014)
- Jacek Domanski (2014–2019)
- Aleš Písařovic (od 2019) [2]

## Popis
Při navrhování chrámu v novogotickém stylu se architekt Josef Seyfried inspiroval gotickou katedrálou v Kolíně nad Rýnem. Vzhledem k velikosti obce, která dnes čítá méně než 650 obyvatel, zvolil relativně velkorysé měřítko. Stavbu pojednal jako orientovanou trojlodní baziliku s transeptem.

### Exteriér

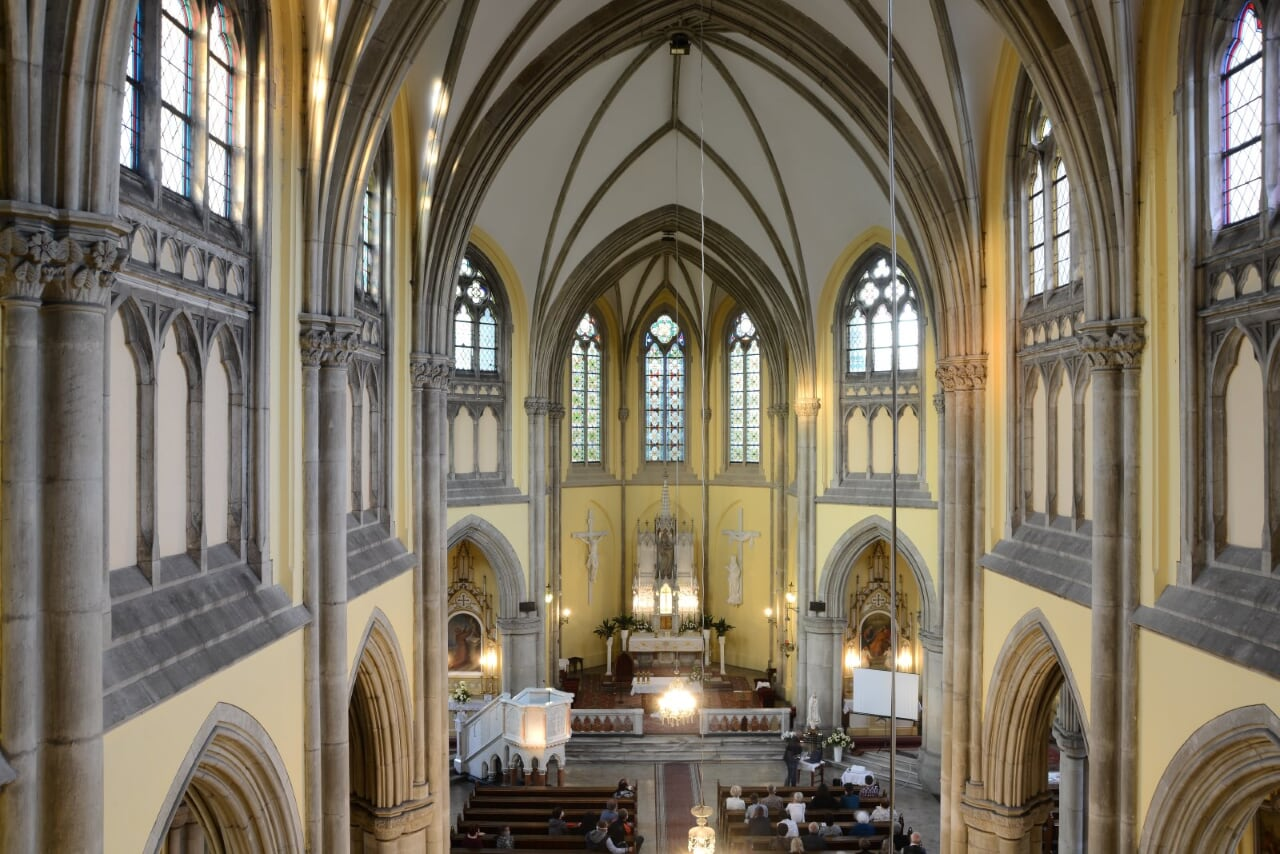
Hlavní loď s východním závěrem.

Vnějšek stavby opatřený opěrnými pilíři je charakteristický svým červeným zbarvením lícových režných cihel v kombinaci s pískovcem. Katedrální okna s gotickými lomenými oblouky zdobí třílaločné a čtyřlaločné kružby. Střechu pokrývá černá břidlice s nazelenalým vzorem při hřebeni. Ve střechách hlavní i příčné lodi se vyskytují drobné vikýře, nad jejich křížením je umístěn čtyřboký sanktusník.

Východní závěr kostela zakončuje v půdoryse pět stran osmiúhelníku. Vystupující pravoúhle zakončenou příčnou loď podpírají ramena 8 symetricky rozmístěných kapliček. Dvě místa pod kapličkami slouží jako sakristie a skladová místnost. Na západní straně je chrám ukončen jedinou čtyřbokou věží vysokou 64 metrů, kterou zastřešuje podobně jako vedlejší prostory bočních předsíní a kapliček polygonální jehlanová střecha. 

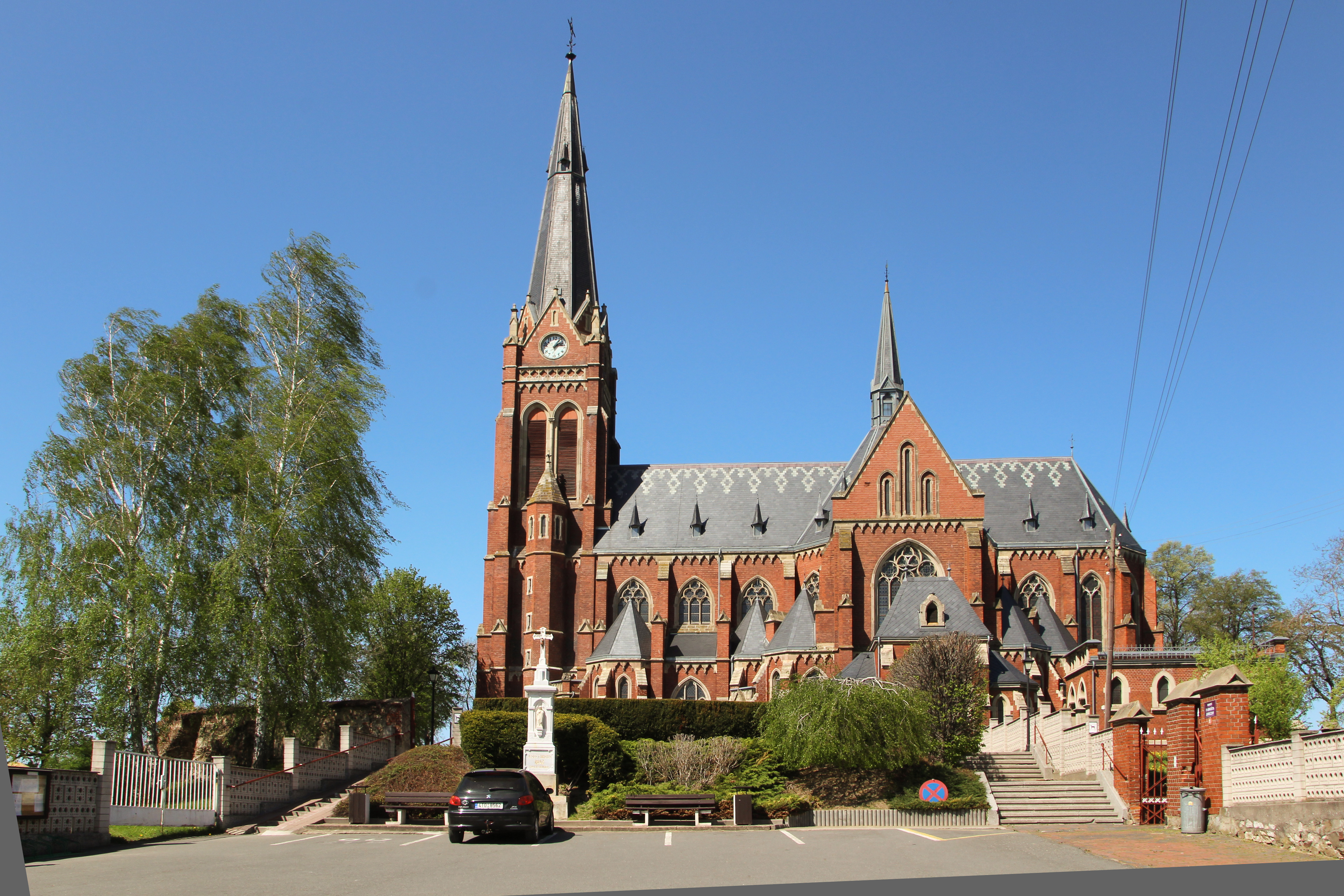
Severní pohled.
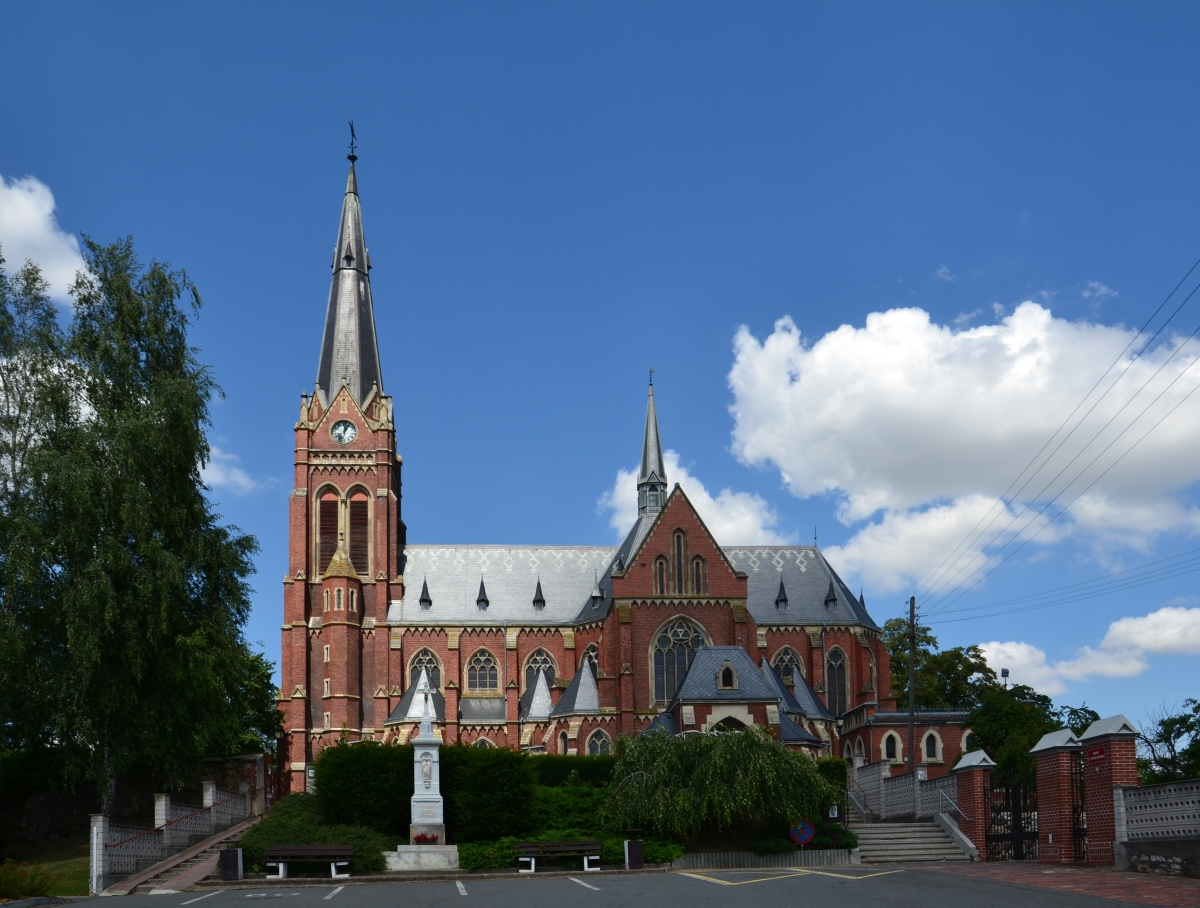
Severní pohled.
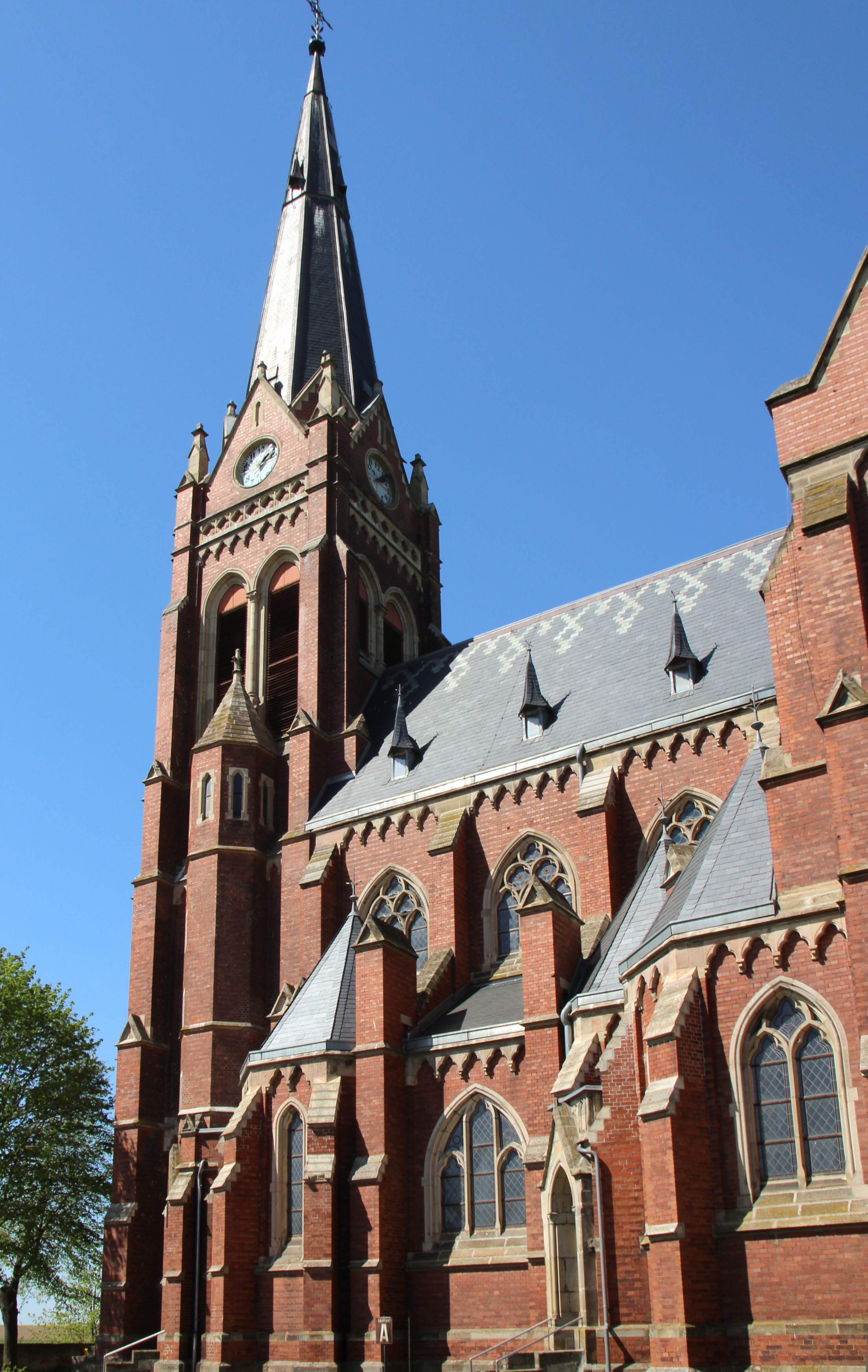
Boční kaple.
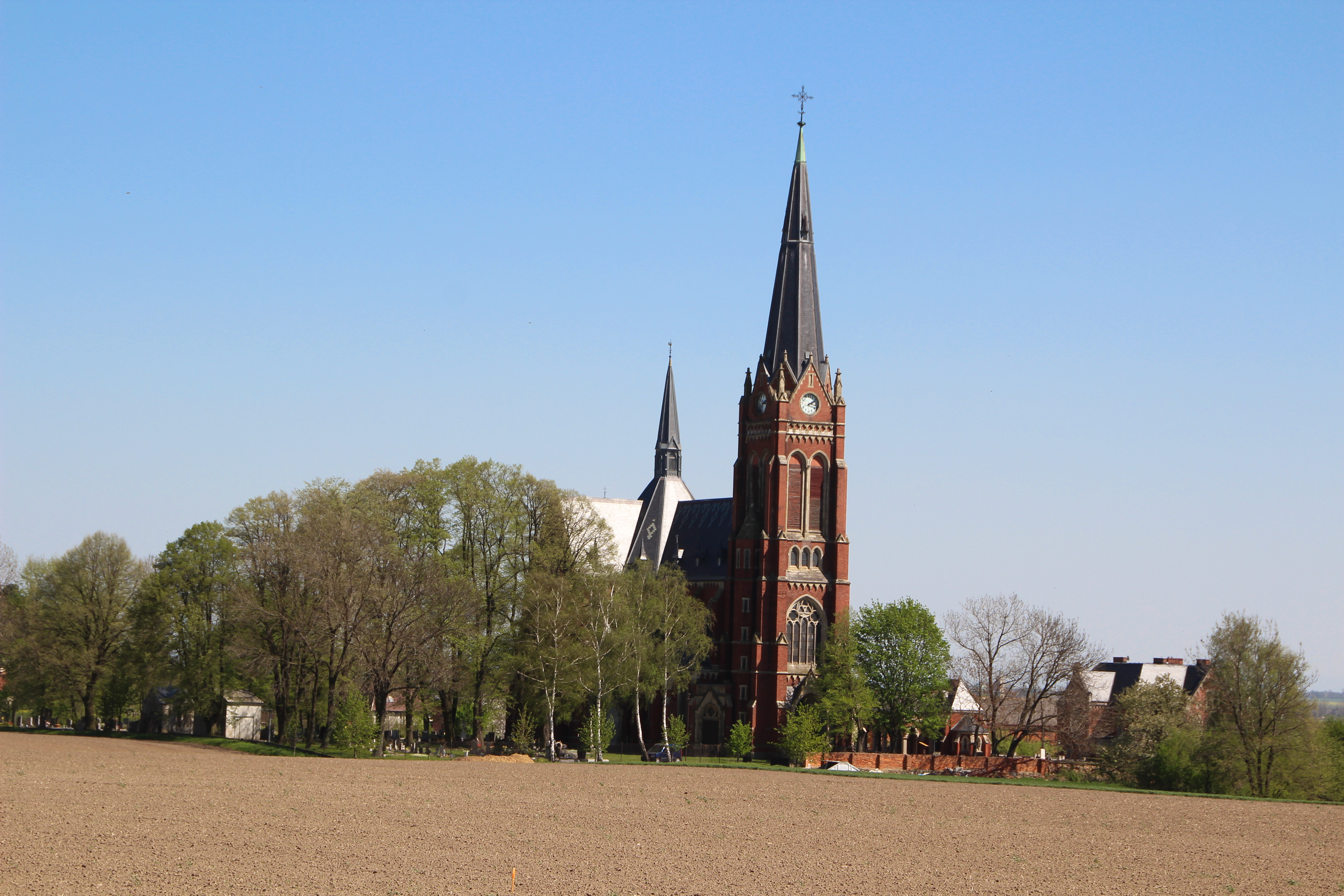
Jihovýchodní pohled.
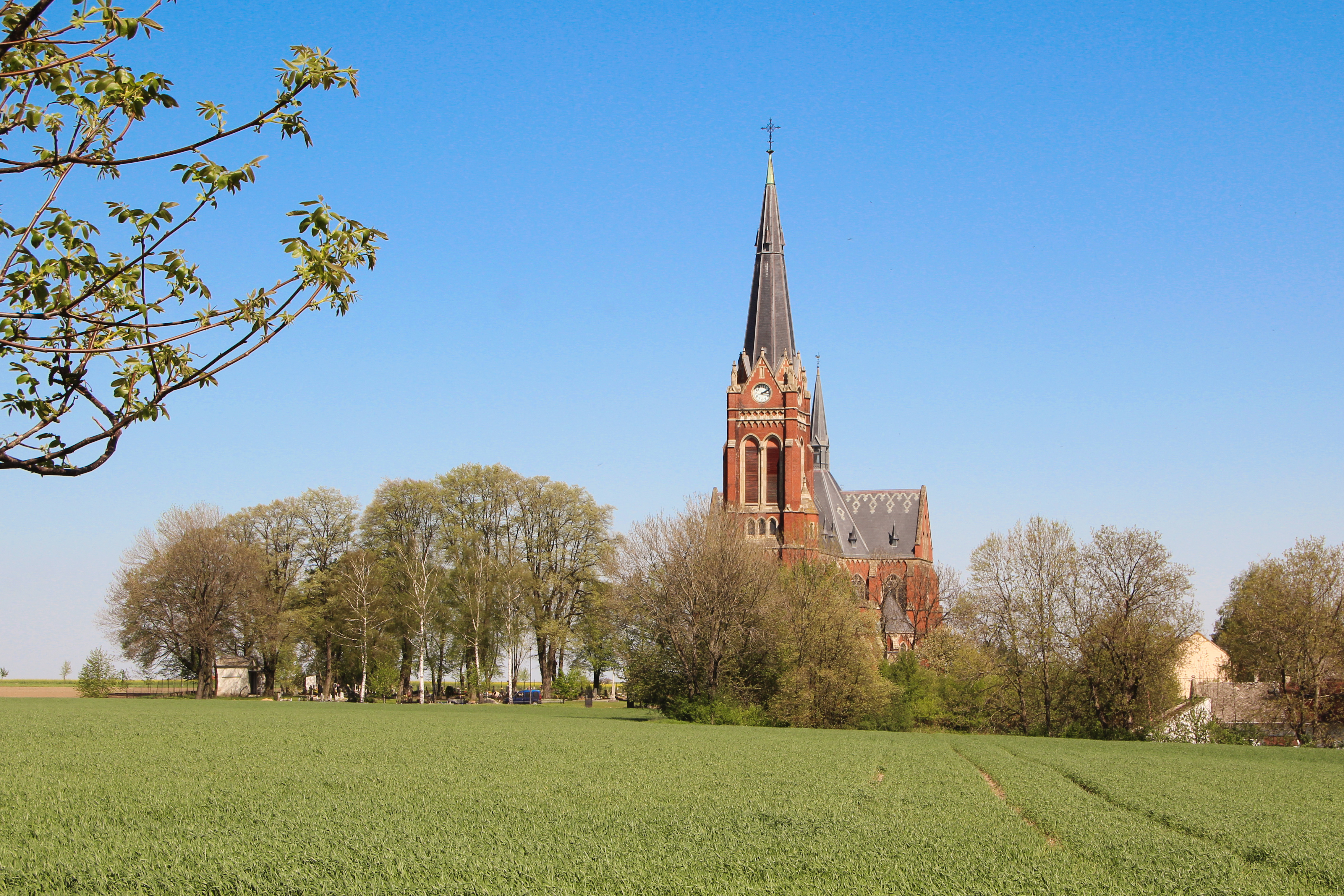
Východní pohled.
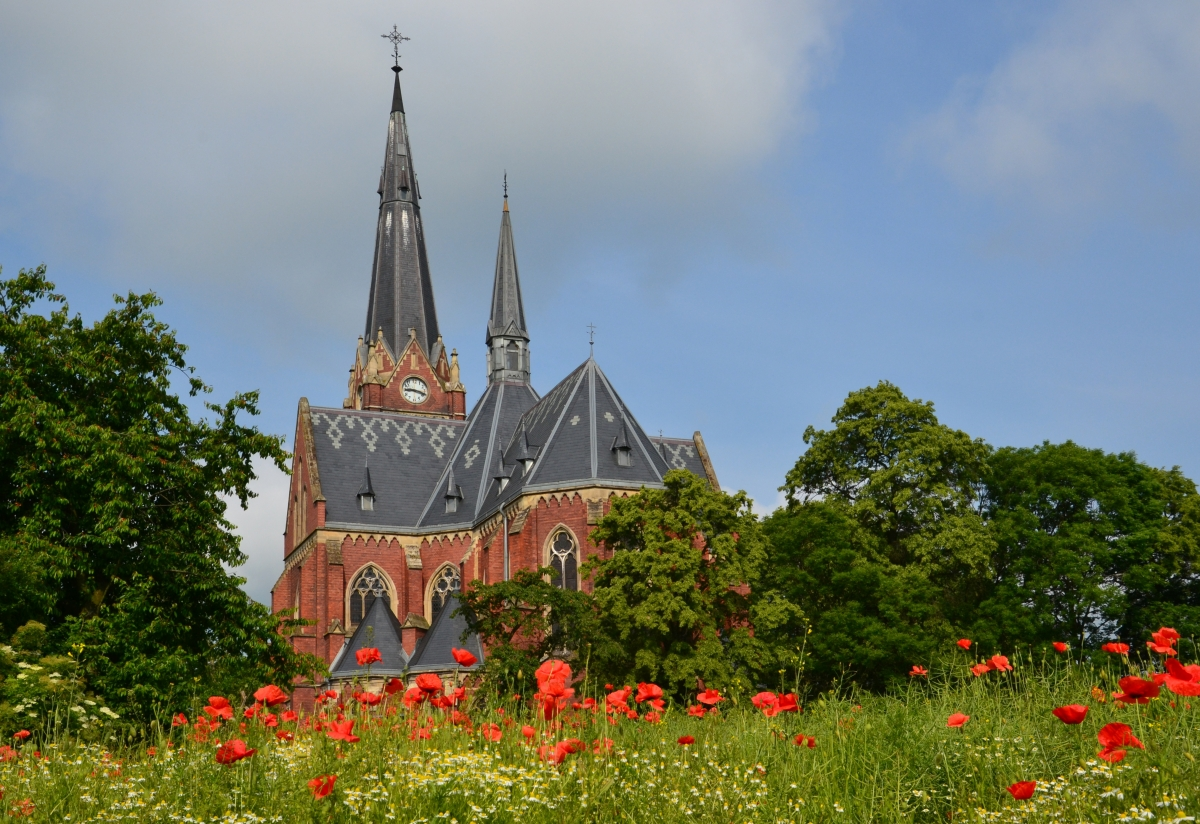
Severozápadní pohled.
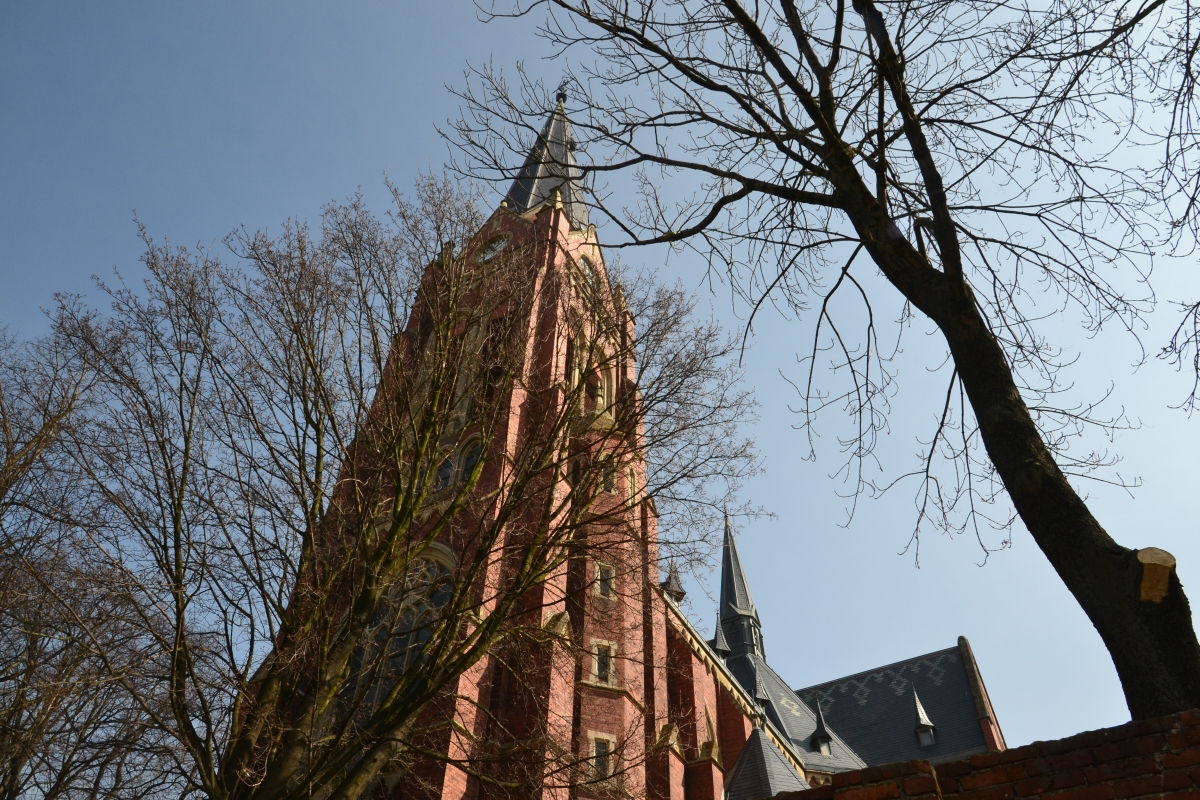
Hlavní věž.
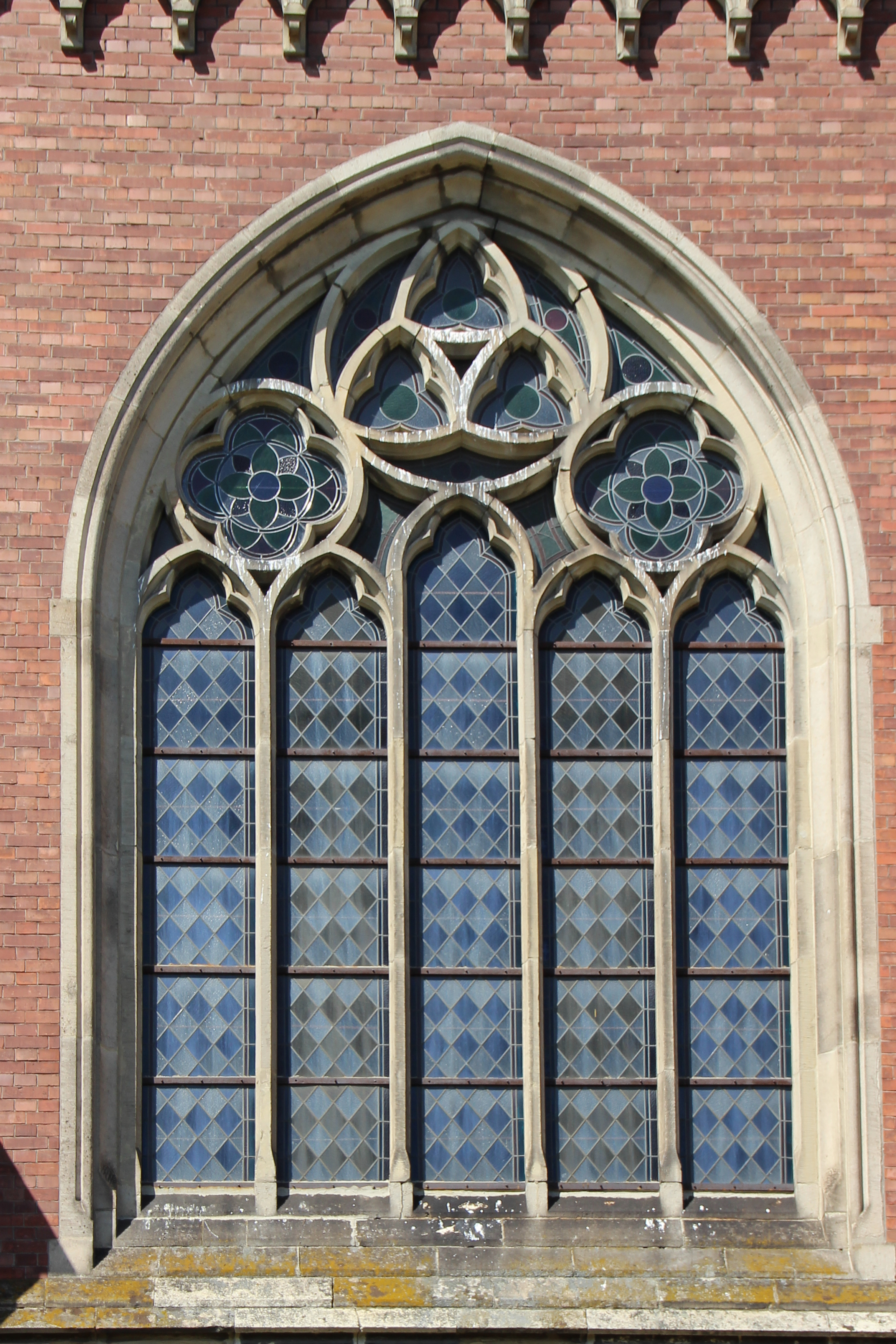
Gotické okno transeptu s kružbou.
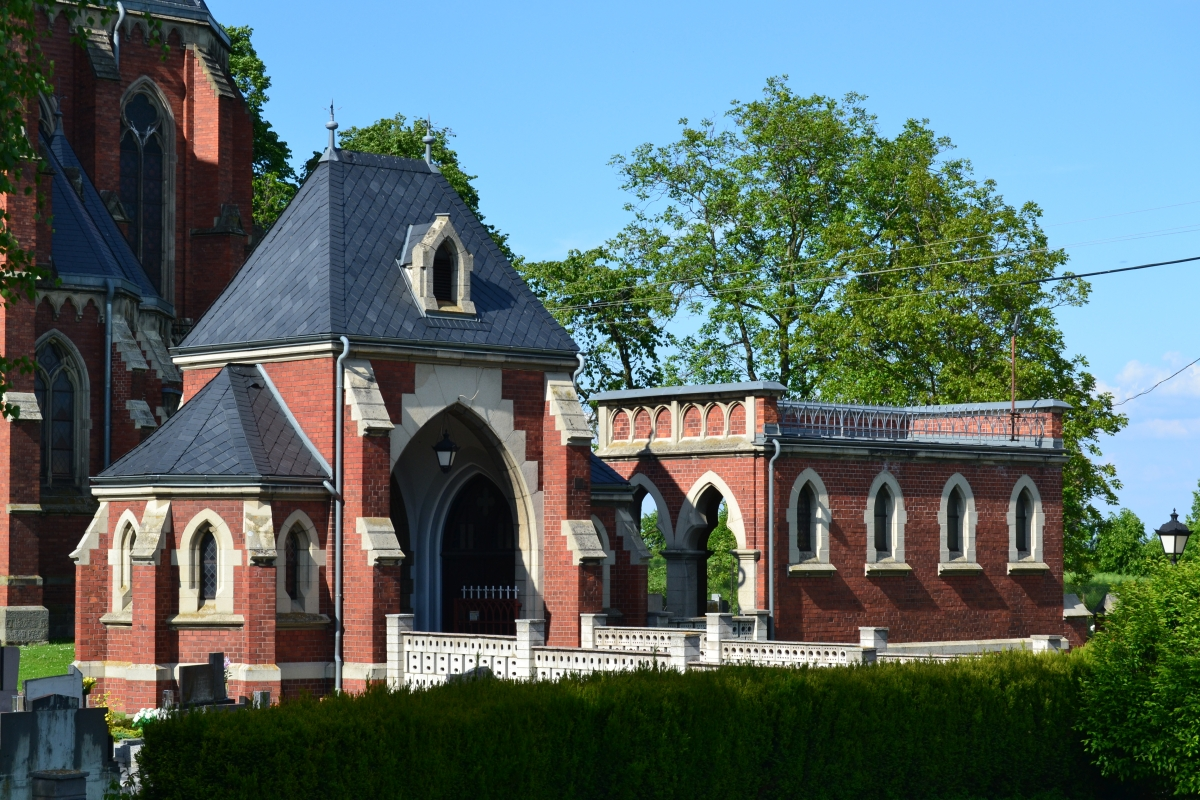
Vstupní brána a hrobka.
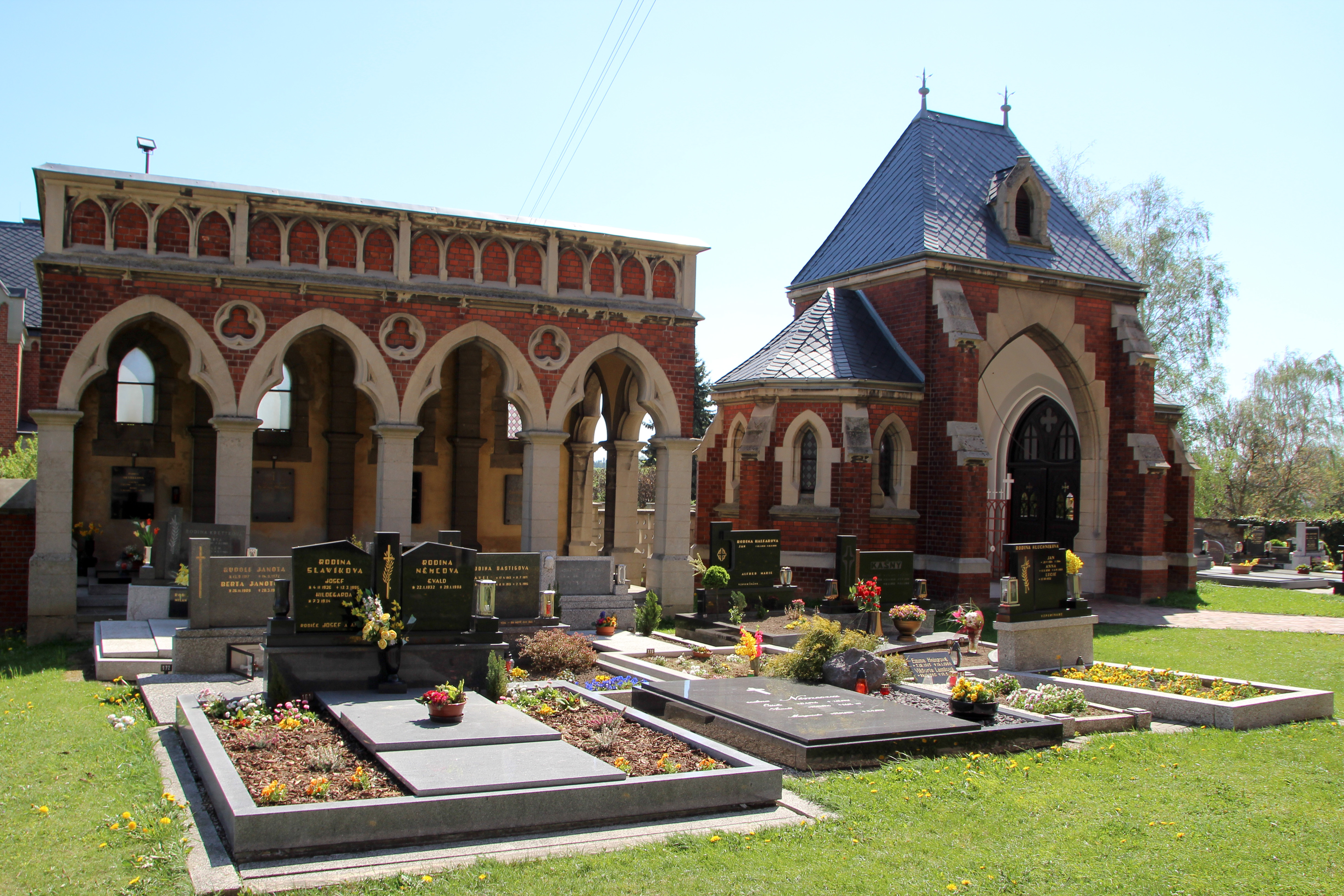
Hrobka a vstupní brána.
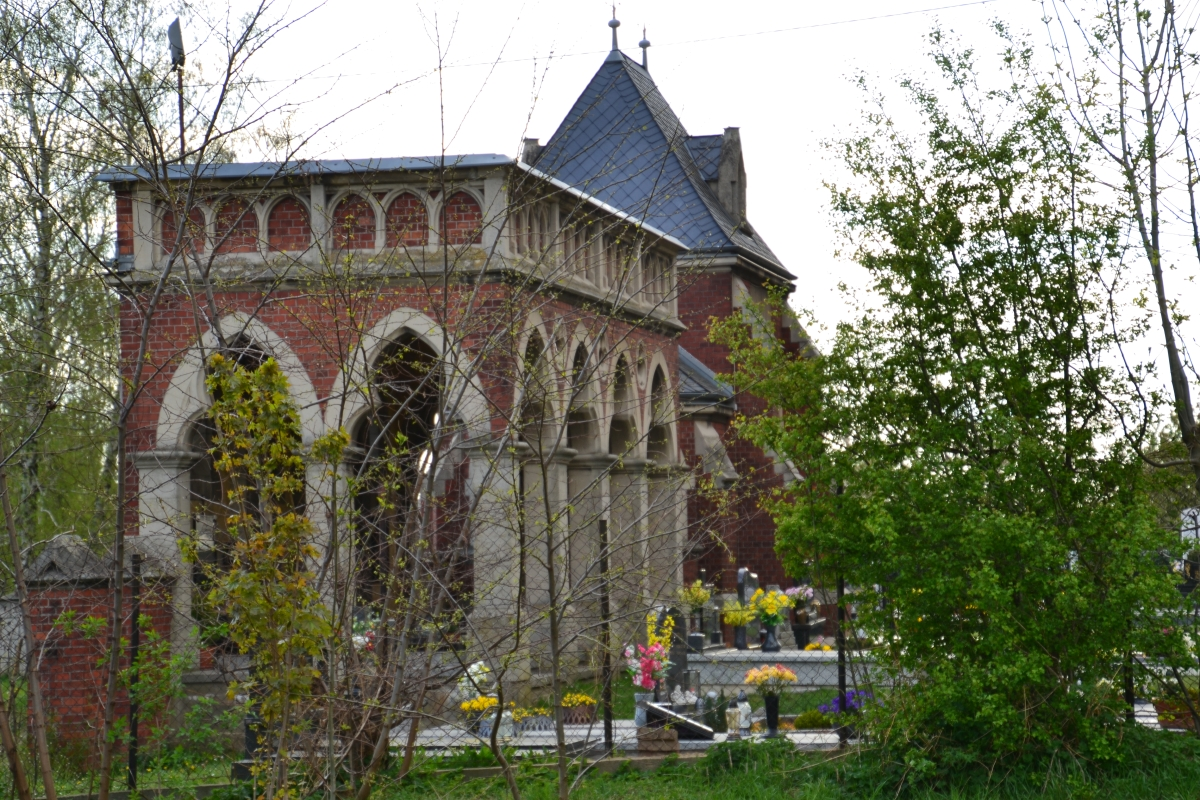
Hrobka.
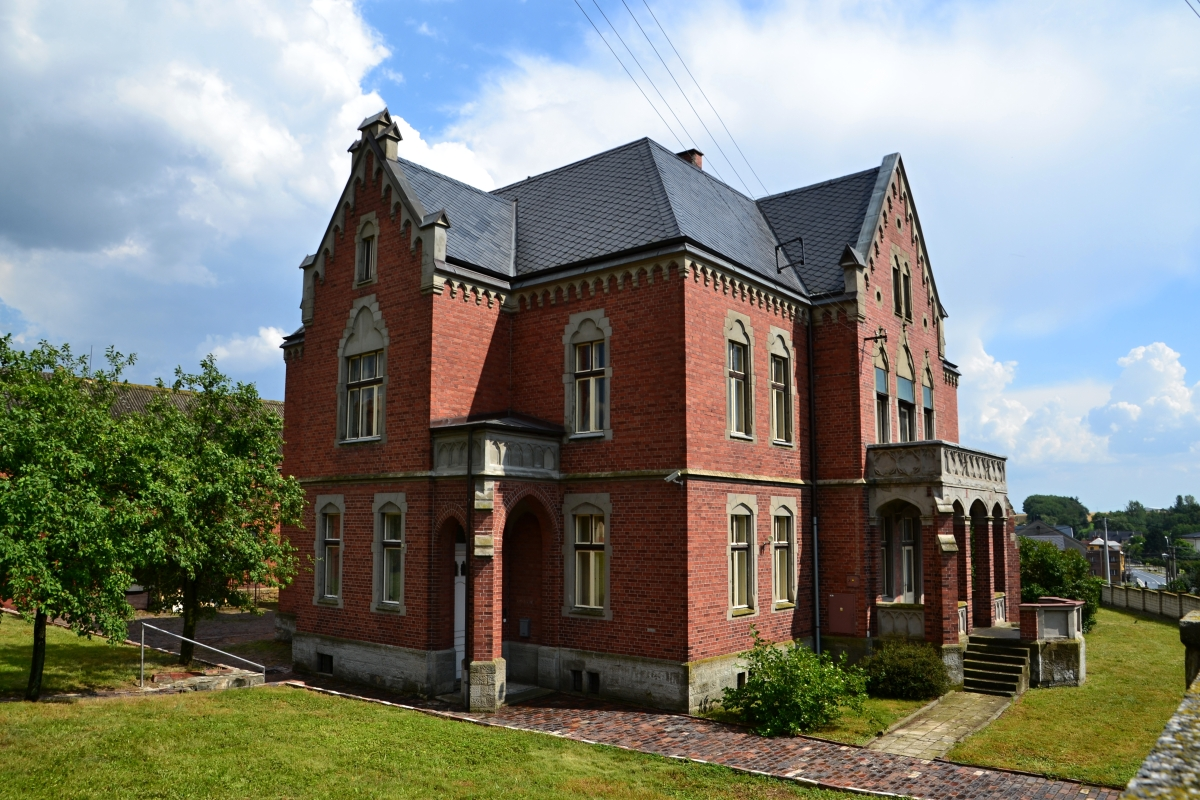
Severozápadní nároží fary.
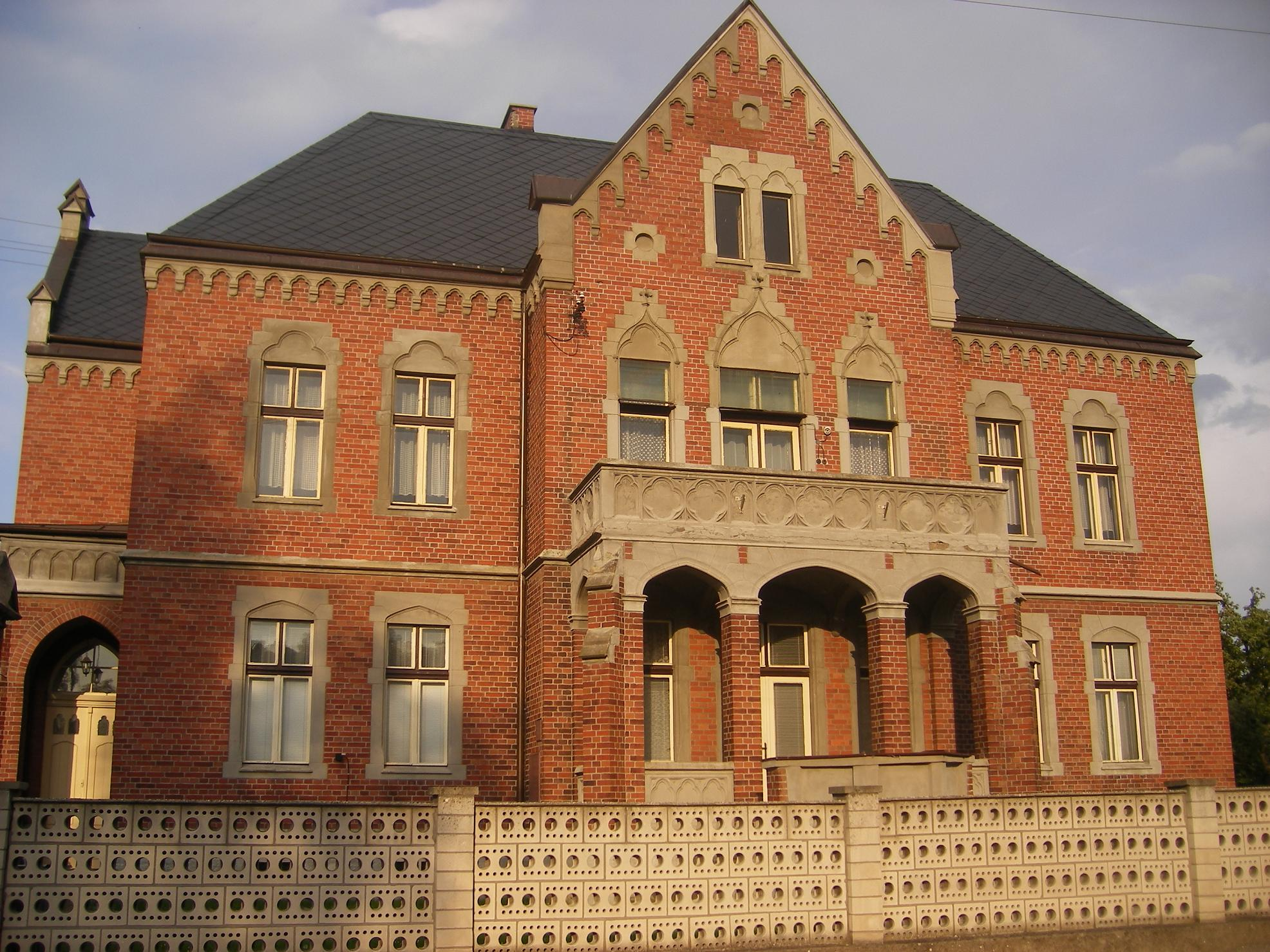
Vilová třípatrová fara.

### Interiér
V přízemí věže se vstupuje do kostela skrze hlavní předsíň, nad kterou se nachází hudební kruchta s dvoumanuálovými varhany postavenými v roce 1908 firmou Rieger–Kloss z Krnova. Samostatný prostor v horní části věže nad kruchtou je vybaven hodinovým strojem s ciferníky orientovanými na každou ze světových stran a od roku 1989 je v něm zavěšena trojice elektronicky řízených zvonů nesoucích jména Jan, Josef a Hedvika. 
Hlavní prostory baziliky jsou zaklenuty poli žebrové klenby jednoduchých hvězdicovitých vzorů, v závěru presbyteria je jen poloviční hvězdicovitá klenba. Profilovaná žebra nesou oblé, od podlahy vybíhající přípory s patkou a hlavicí s rostlinným dekorem. Jednotlivé lodi oddělují arkády s hrotitými oblouky, nad nimi se nachází katedrální triforium. Sloupořadí oddělující hlavní a vedlejší lodi je v křížení s příčnou lodí přerušeno, aby bylo z každého místa vidět na hlavní oltář a kazatelnu. Žebrová klenba nad křížením lodí vytváří obraz Johanitského kříže.

Vnitřní vybavení chrámu bylo ukončeno přísunem hlavního oltáře v roce 1926 a kazatelny v roce 1928. Celý oltář, kazatelna a křtitelnice jsou vyrobeny z bílého mramoru z italské Carrary. Obrazovou výzdobu kostela namaloval mezi lety 1902 – 1910 hlučínský rodák Jan (Johaness) Bochenek, absolvent akademie umění v Berlíně. Konkrétně se jedná o obraz Františka Serafinského (1902), obraz Nejsvětějšího Srdce Ježíšova (1903), 14 zastavení Křížové cesty (1907), smrt svatého Josefa (1908), obraz svatého růžence na Mariánském oltáři, obraz Všech svatých při hlavním oltáři a obraz Bolestného Krista pod kůrem.

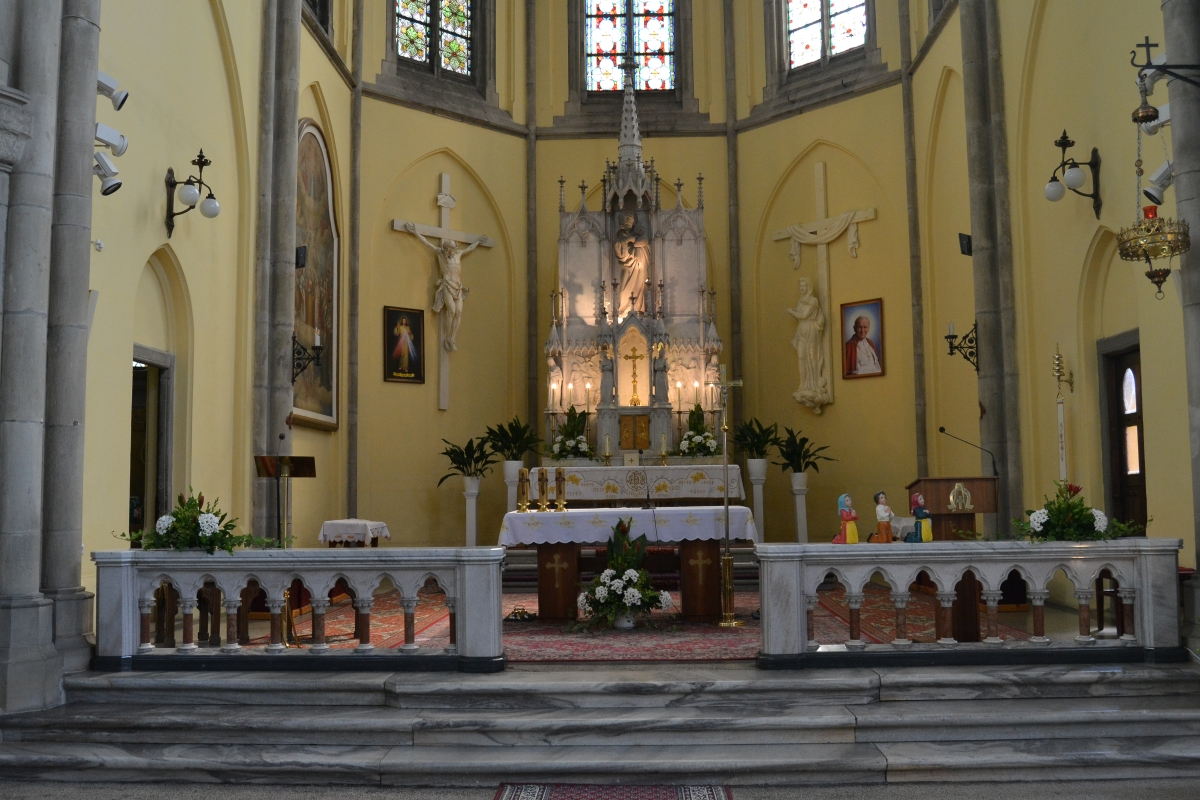
Chór s kněžištěm a hlavní oltář.
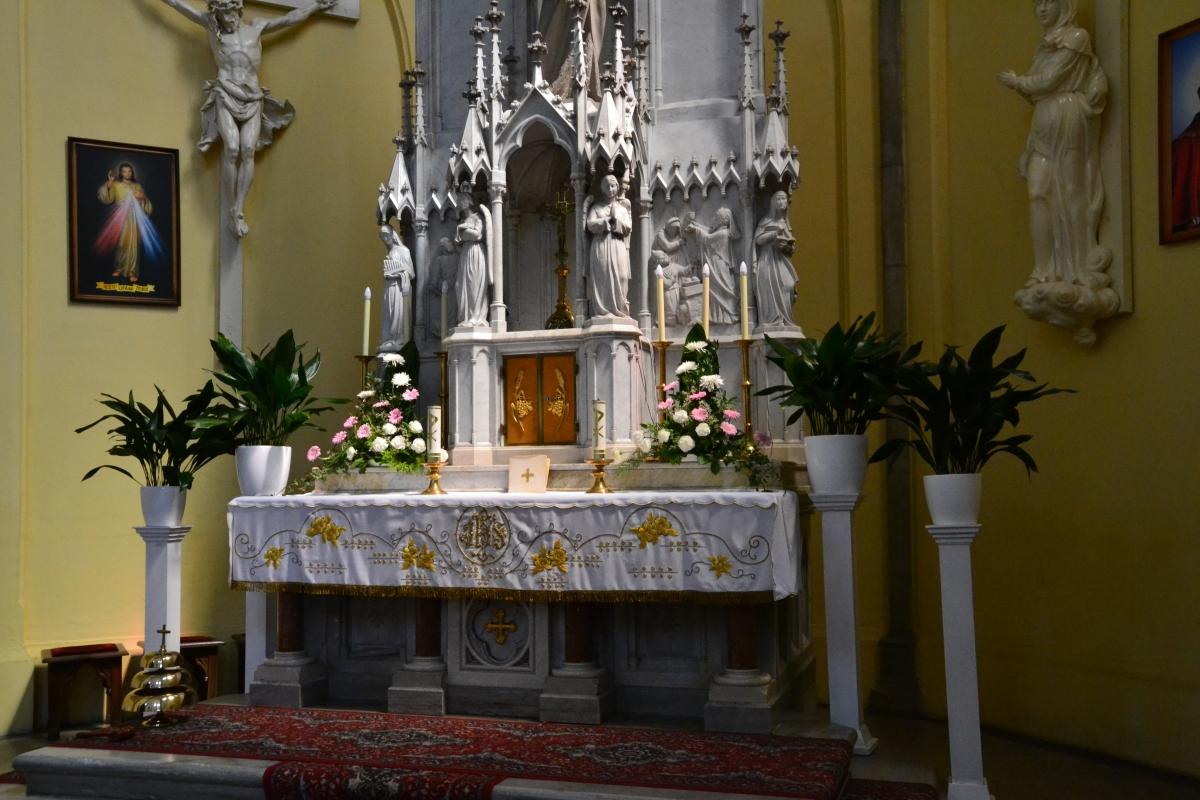
Hlavní oltář.
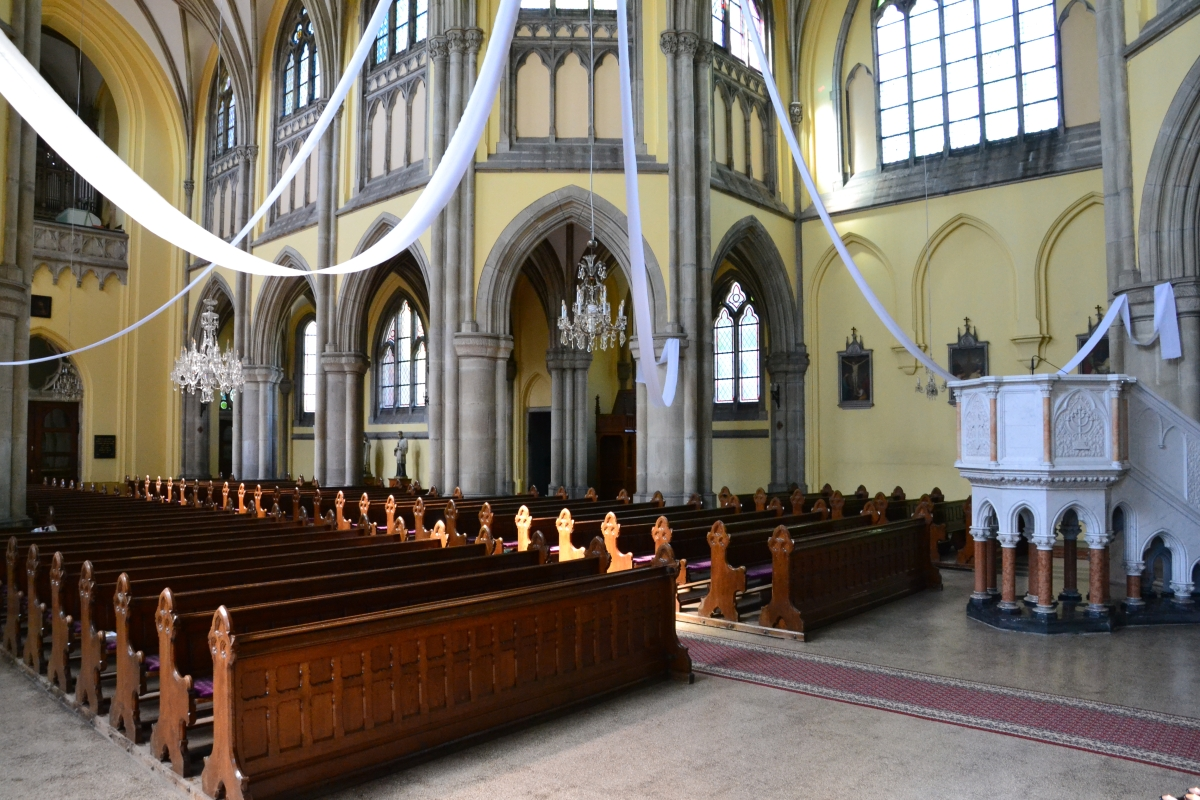
Prostor křížení lodí.
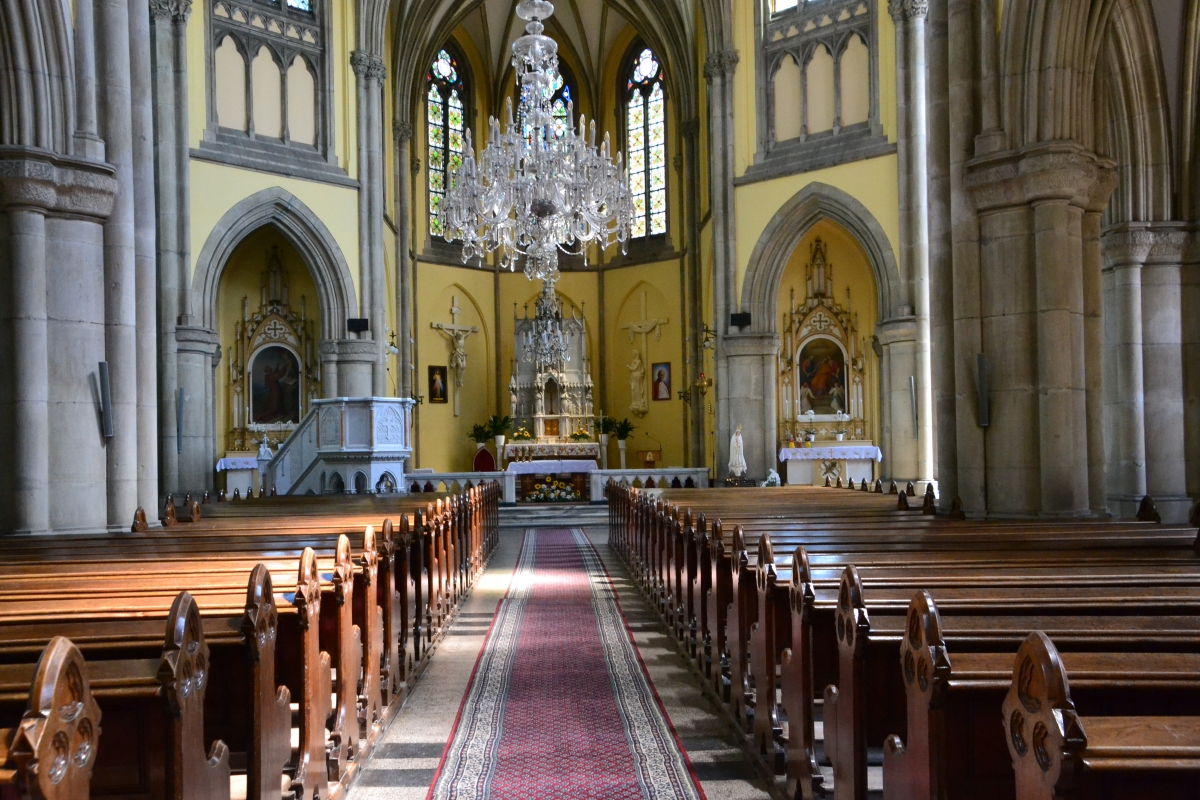
Hlavní loď s východním závěrem.
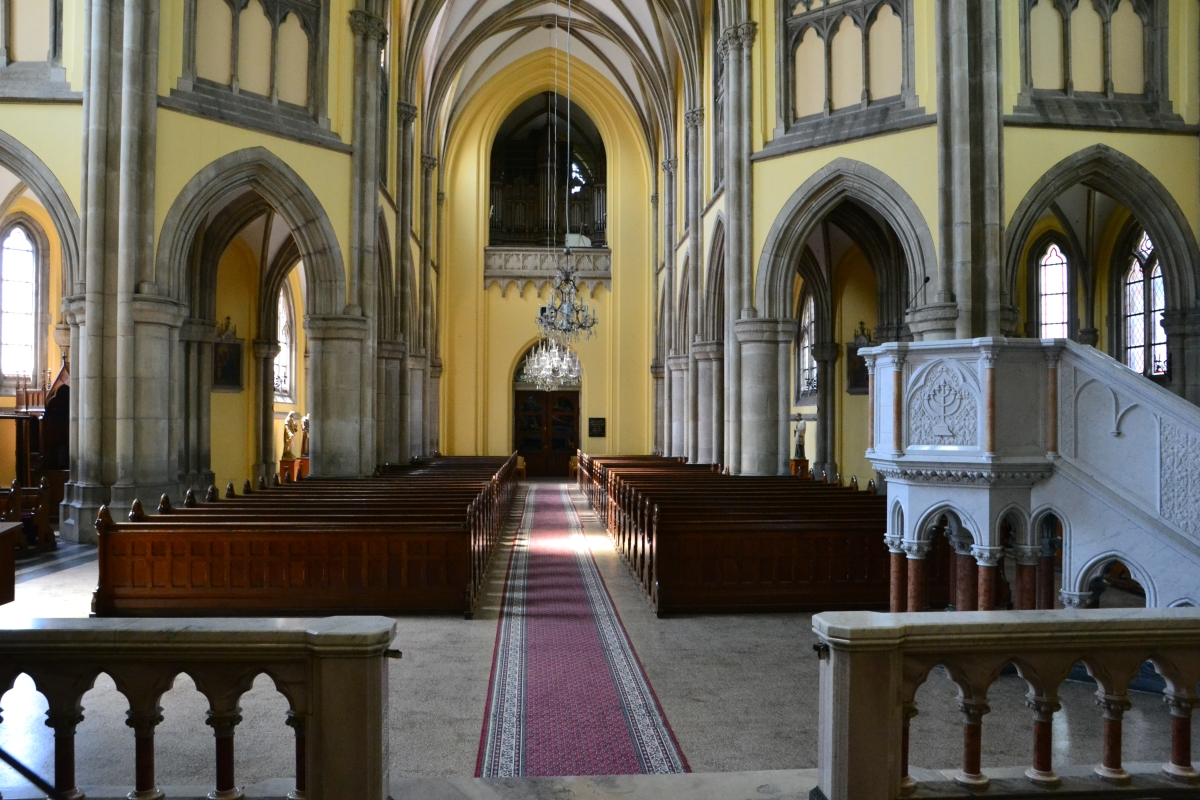
Hlavní loď se vstupem ze západní předsíně a hudební kruchtou.
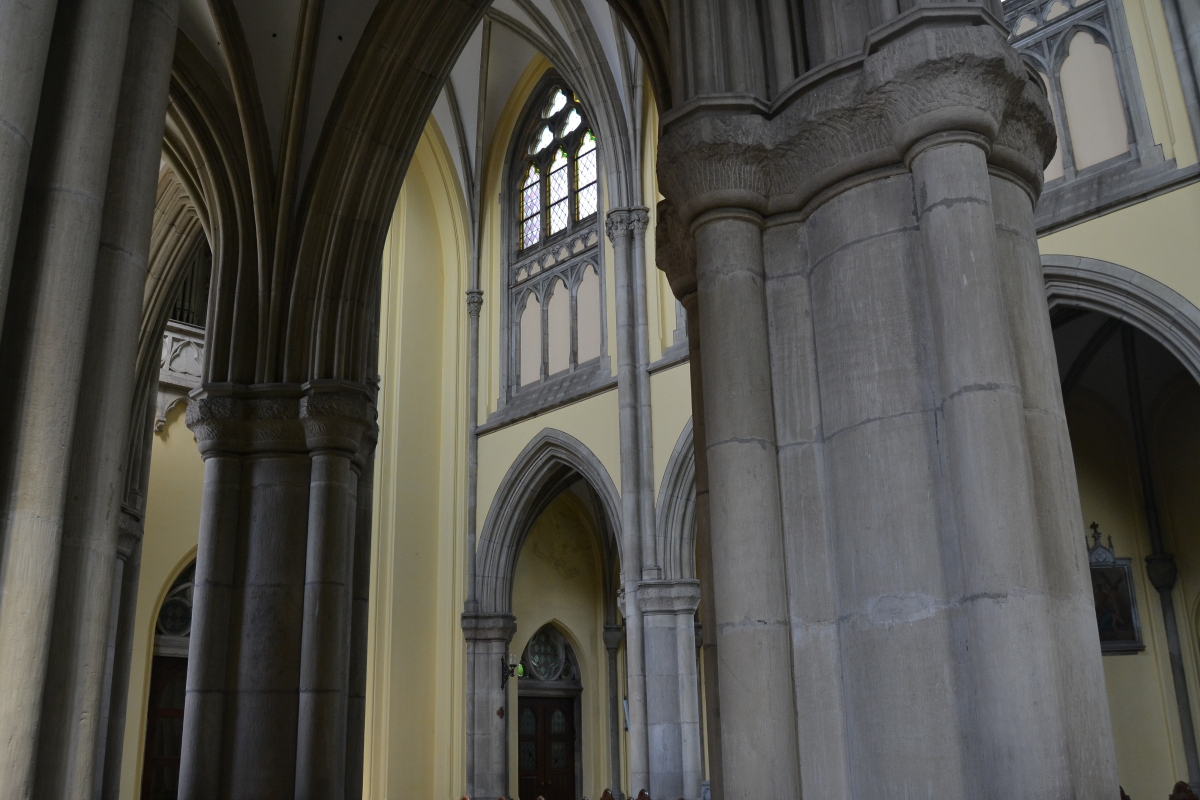
Detail profilu sloupů v arkádách.
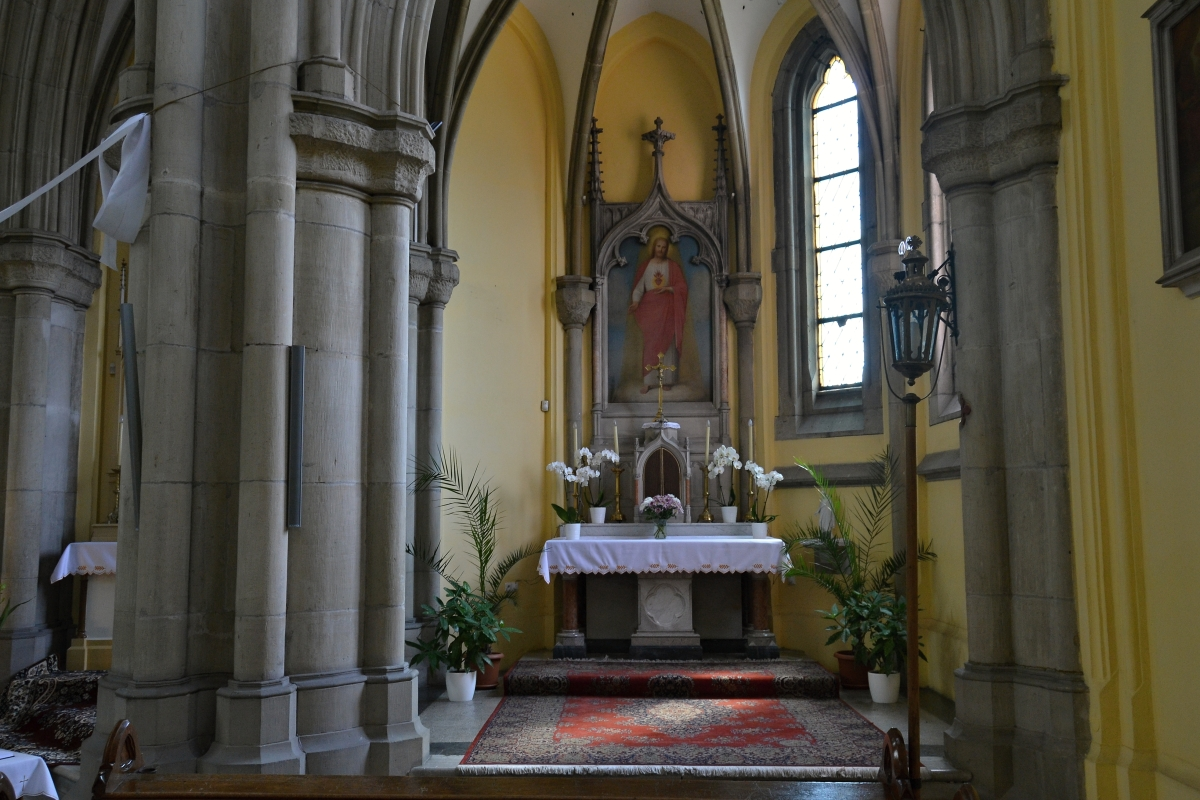
Jihovýchodní kaple s oltářem.
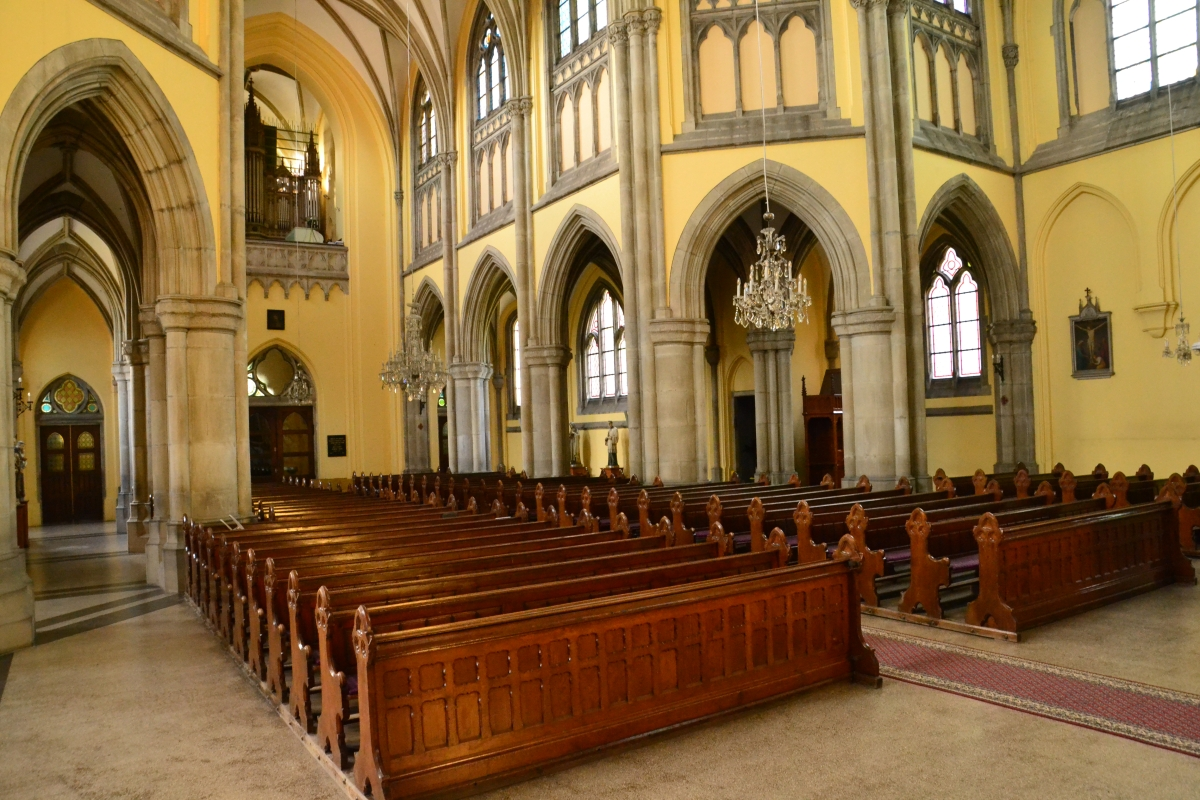
Arkády oddělující hlavní a boční lodi.
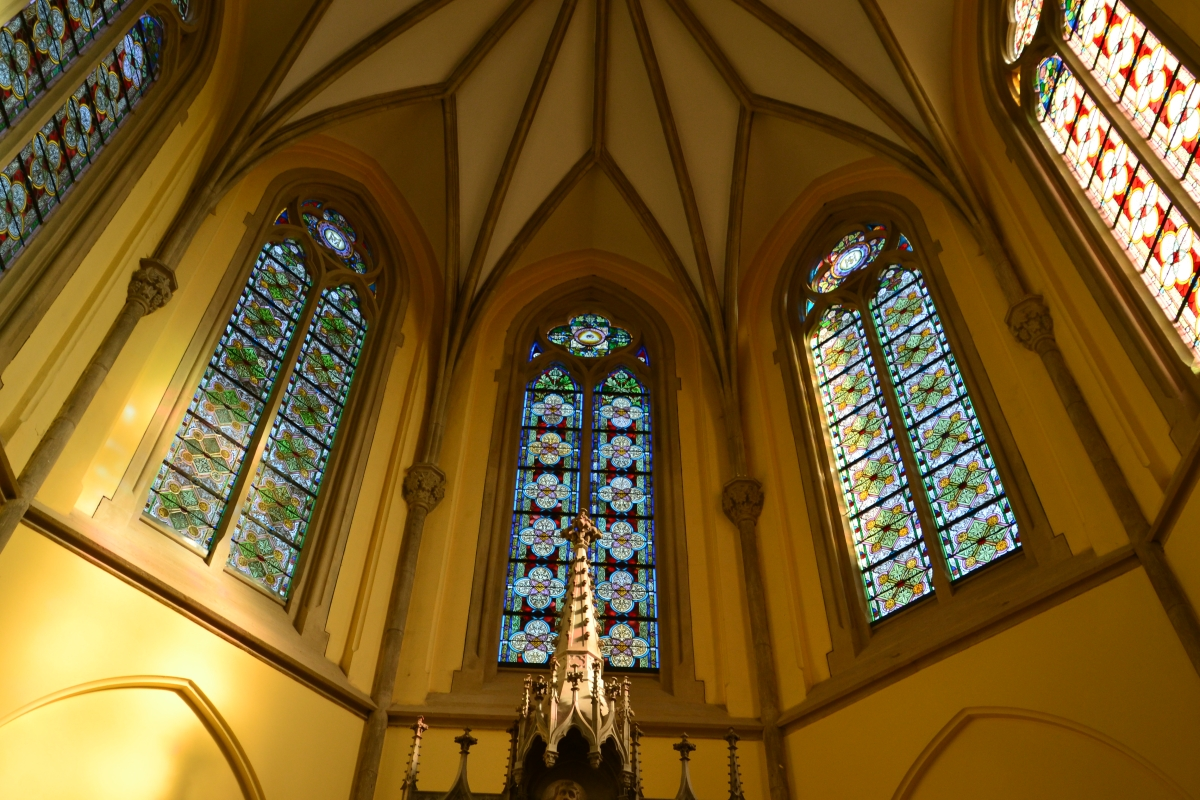
Okna s vitrážemi ve východním závěru.
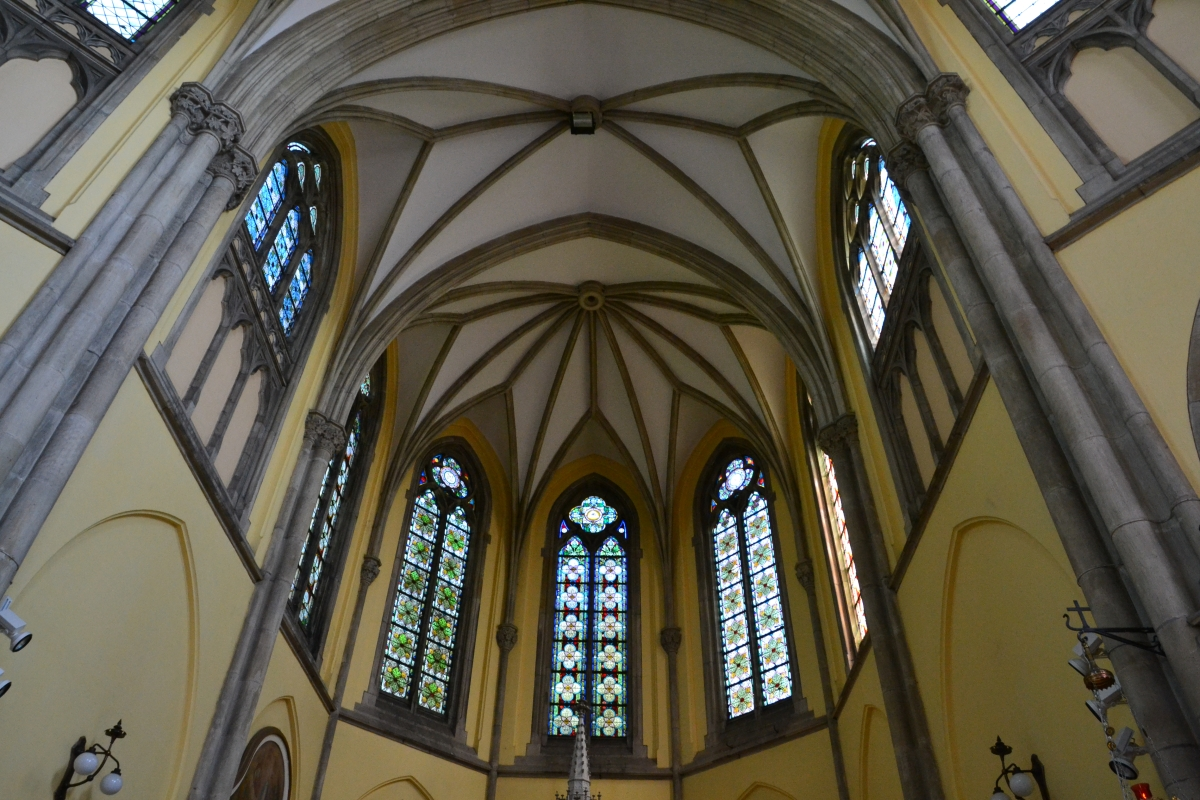
Žebrová klenba nad chórem.
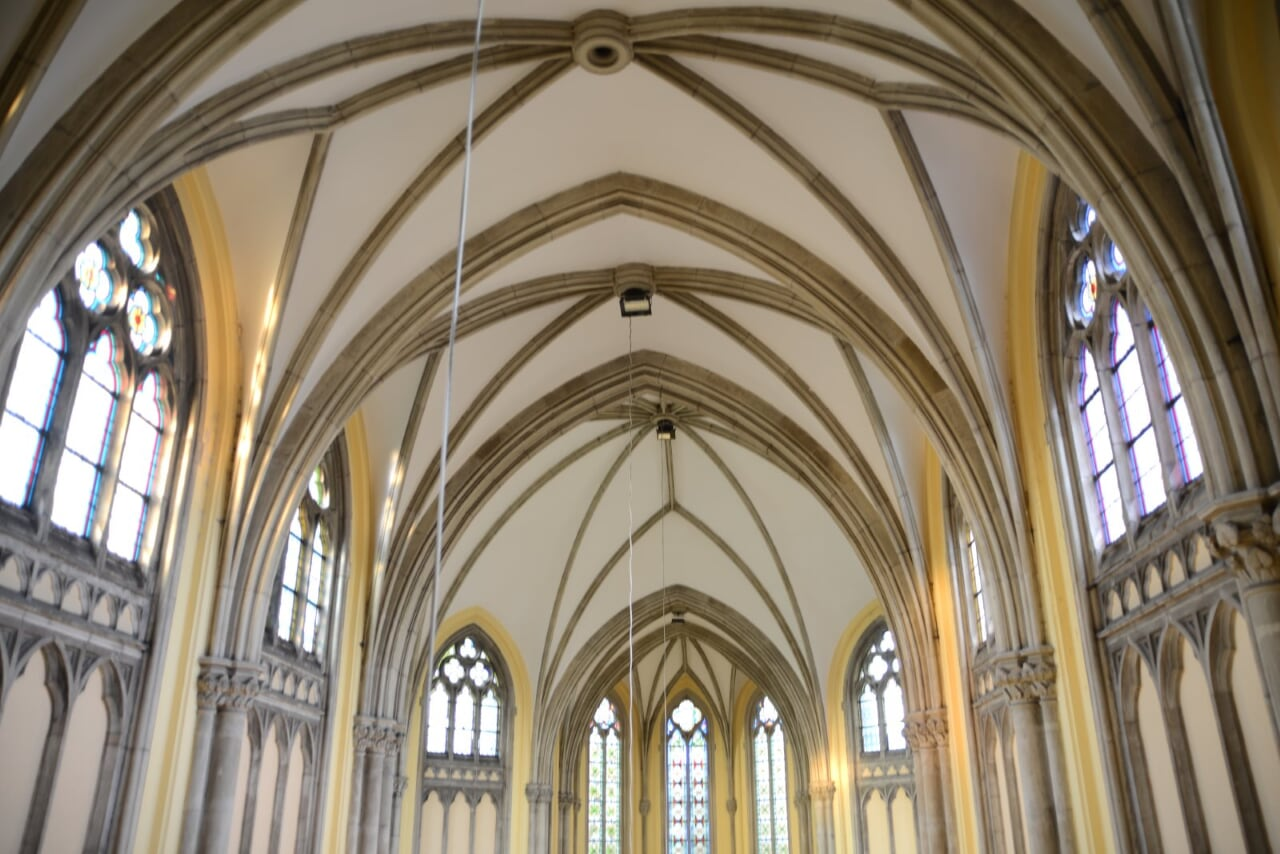
Žebrová klenba hlavní lodi.
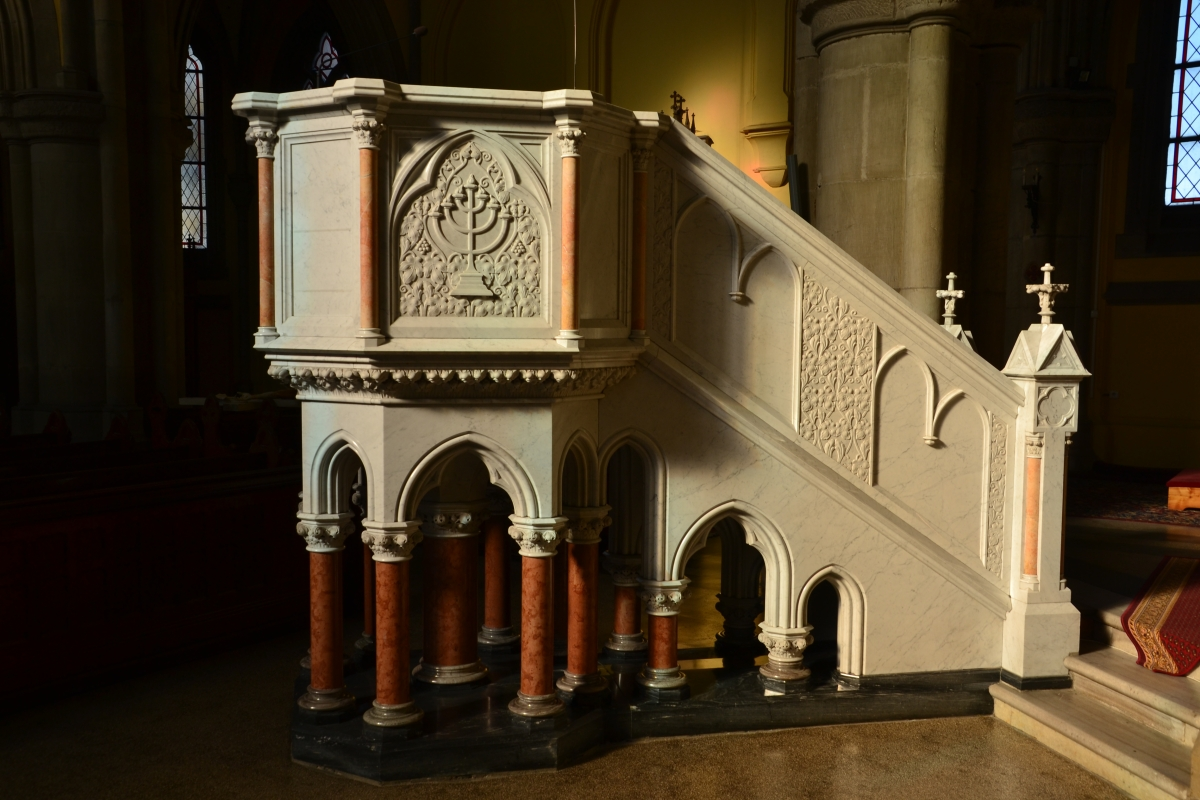
Mramorová kazatelna.